# Liste der Bodendenkmale in der Samtgemeinde Sögel
In der Liste der Bodendenkmale in der Samtgemeinde Sögel sind die Bodendenkmale der niedersächsischen Samtgemeinde Sögel aufgeführt. Die Quelle ist der Denkmalatlas Niedersachsen.
- Bitte beachten Sie, dass diese Liste keinen Anspruch auf Vollständigkeit erhebt.
- Die Angaben ersetzen nicht die rechtsverbindliche Auskunft der zuständigen Denkmalschutzbehörde.
- Es sind nur Daten aus dem Denkmalatlas verarbeitet.
- Der Stand der Liste ist der 9. April 2025.

Samtgemeinde Sögel im Landkreis Emsland

## Allgemein
In den Spalten finden sich folgende Informationen des Bodendenkmales:
| Lage         | geographische Koordinaten                                                           |
| Bezeichnung  | Bezeichnung lt. Denkmalatlas                                                        |
| Beschreibung | Beschreibung lt. Denkmalatlas                                                       |
| ID           | Objekt-ID                                                                           |
| Bild         | Bild, ggf. zusätzlich mit Link zu weiteren Fotos im Medienarchiv Wikimedia Commons. |

## Börger
| Lage                        | Bezeichnung             | Beschreibung | ID       | Bild           |
| --------------------------- | ----------------------- | --- | -------- | -------------- |
| 52° 53′ 27″ N, 7° 31′ 57″ O | Börger 2, Grabhügel     | Durchmesser ca. 10 m und Höhe ca. 0,8 m. Im Nordbereich durch Waldweg angeschnitten. Kuppe rezent erhöht. Weiterhin verläuft durch die Mitte eine grabenartige Rinne. | 28949838 | BW             |
| 52° 54′ 56″ N, 7° 31′ 48″ O | Börger 3, Großsteingrab | Die Anlage umfasst eine zerstörte lange Steinkammer, die in Ost-West Richtung orientiert ist. Es sind noch vier der ursprünglichen neun Decksteine sichtbar, diese sind allerdings abgesunken. An der Nordwand sind noch fünf, an der Südwand nur noch vier Trägersteine überliefert. Alle Tragsteine sowie der westliche Abschlussstein in ursprünglicher Lage. 16 m lang und 1,8 m breit. | 28950280 | Weitere Bilder |
| 52° 54′ 53″ N, 7° 31′ 41″ O | Börger 4, Großsteingrab | Ernst Sprockhoff beschreibt in seinem Atlas zur Megalithkultur Deutschlands aus dem Jahre 1975 das Großsteingrab wie folgt: „Verhältnismäßig gut erhaltene lange Steinkammer in ungefährer Ost-West-Richtung mit einem Eingang in der Mitte der südlichen Langseite. Es sind neun von ehemals elf Decksteinen vorhanden, fünf liegen in situ ihren Trägern auf. Die anderen sind abgesunken. Die elf Tragsteine der südlichen Langseite und die beiden Träger der Schmalseiten sind sämtlich und in situ vorhanden. An der nördlichen Langseite sind zehn von ursprünglich elf Trägern erhalten, nahezu alle in situ. Der Gang besitzt zwei in situ stehende Träger der Westseite, dazu einen in situ neben ihm stehenden Stein, einziger Überrest der alten Umfassung des länglichen Hügels, in dem die Kammer liegt. In neuester Zeit ist der westliche Träger der südlichen Langseite entfernt worden.“ Die Anlage entspricht auch heute noch dieser Beschreibung. | 28962397 | Weitere Bilder |
| 52° 54′ 44″ N, 7° 31′ 39″ O | Börger 5, Großsteingrab | Die Anlage umfasst Reste einer zerstörten Steinkammer, die in Richtung Nordost-Südwest orientiert ist. An der südöstlichen Langseite sind noch drei Trägersteine sichtbar. An der nordwestlichen Langseite ist nur noch ein Tragstein vorhanden. In der Mitte liegt ein großer Deckstein. Das Grab inklusive des dazugehörigen Grabhügels ist ca. 20 m lang und 0,3 m hoch. | 28962402 | Weitere Bilder |

### Börger 18
- ID:28986543
- Grabhügelfeld.

| Lage                        | Bezeichnung | Beschreibung | ID       | Bild |
| --------------------------- | ----------- | --- | -------- | ---- |
| 52° 55′ 42″ N, 7° 31′ 15″ O | Börger 18   | Durchmesser ca. 7 m und Höhe ca. 0,7 m. Tierbauten.                                                                             | 28986544 | BW   |
| 52° 55′ 40″ N, 7° 31′ 14″ O | Börger 19   | Durchmesser ca. 11 m und Höhe ca. 1,3 m. Hochgewölbt mit Furchen. Über den südlichen Teil Rodungsschneise in Ost-West Richtung. | 28986546 | BW   |
| 52° 55′ 41″ N, 7° 31′ 13″ O | Börger 20   | Durchmesser ca. 8 m und Höhe ca. 1 m. Hochgewölbt, gestört durch Pflanzenfurchen.                                               | 28986545 | BW   |
| 52° 55′ 40″ N, 7° 31′ 13″ O | Börger 21   | Durchmesser ca. 9,5 m und Höhe ca. 0,9 m. Stark gestört. Rodungsschneise in Ost-West Richtung.                                  | 28986547 | BW   |
| 52° 55′ 39″ N, 7° 31′ 13″ O | Börger 22   | Durchmesser ca. 12 m und Höhe ca. 1,5 m. Hochgewölbt. Rodungsschneise. Gestört durch Pflanzungsfurchen.                         | 28986548 | BW   |
| 52° 55′ 40″ N, 7° 31′ 12″ O | Börger 23   | Durchmesser ca. 10 m und Höhe ca. 1,2 m. Hochgewölbt, nördlicher Bereich durch Rodungsschneise abgetragen; Tierbauten.          | 28986550 | BW   |
| 52° 55′ 40″ N, 7° 31′ 11″ O | Börger 24   | Durchmesser ca. 8 m und Höhe ca. 1 m. Hochgewölbt und steil geböscht. Südlicher Hügelfuß flach auslaufend.                      | 28986551 | BW   |
| 52° 55′ 38″ N, 7° 31′ 13″ O | Börger 25   | Durchmesser ca. 9 m und Höhe ca. 0,8 m. Tierbauten. Flache Pflanzungsfurchen.                                                   | 28986552 | BW   |
| 52° 55′ 40″ N, 7° 31′ 14″ O | Börger 26   | Durchmesser ca. 7 m und Höhe ca. 0,6 m. Nördlicher Randbereich zum Teil abgetragen.                                             | 28986553 | BW   |
| 52° 55′ 37″ N, 7° 31′ 15″ O | Börger 27   | Durchmesser ca. 5 m und Höhe ca. 0,5 m. Auf einer Rodungsschneise. Tierbauten, Pflanzungsfurchen.                               | 28986549 | BW   |

## Groß Berßen
| Lage                        | Bezeichnung                    | Beschreibung | ID       | Bild           |
| --------------------------- | ------------------------------ | --- | -------- | -------------- |
| 52° 46′ 53″ N, 7° 30′ 13″ O | Groß Berßen 1, Großsteingrab   | Auf einem erhöhten Hügel, welcher sich in einem ca. 75 m breiten Mischwaldstreifen befindet. Die Steinkammer des Grabes misst 17 × 2 m und besteht aus 22 Trägersteinen (10 Jochen), zwei Abschlusssteinen, sowie zehn Decksteinen, von denen heute noch acht vorhanden sind. Die Kammer wird von einem ovalen Steinkranz, von dem 21 Steinen sichtbar sind, umschlossen. | 28990125 | Weitere Bilder |
| 52° 46′ 52″ N, 7° 30′ 25″ O | Groß Berßen 2, Großsteingrab   | Das Großsteingrab im Ipeken misst eine Länge von 8 m und eine Breite von 2 m, zudem ist es in Ost-West-Richtung orientiert. Die Steinkammer besteht aus 12 Tragsteinen, zwei Schlusssteinen und vier Decksteinen. Ein Eingang ist an der südlichen Längsseite erkennbar. Ob das Grab auch über einen Steinkranz verfügte, kann heute nicht mehr festgestellt werden. | 28962544 | Weitere Bilder |
| 52° 46′ 55″ N, 7° 30′ 59″ O | Groß Berßen 8, Königsgrab      | Nördlich der Großsteingrabgruppe des Hümmlings, ein weiteres imposantes Steingrab. Das Königsgrab, hat seinen Namen aus dem Volksglauben. Darin heißt es, dass ein Grab dieser Größe, nicht für die einfache Bevölkerung, sondern für einen König zusammen mit seiner Familie bzw. Gefolge errichtet worden sein muss. Das Grab wird von einem ovalen Steinkranz, von dem noch 30 Steine vorhanden sind umschlossen. Die Steinkammer selbst besteht aus 21 Trag-, sowie neun Decksteinen. Insgesamt weißt die Grabanlage eine Größe von 24 × 12 m auf. | 28962551 | Weitere Bilder |
| 52° 46′ 53″ N, 7° 31′ 2″ O  | Groß Berßen 9, Großsteingrab   | Das ursprüngliche Grab soll sich in einem Wehsandhügel befunden haben und wird 1825 das erste Mal erwähnt. Es wird davon ausgegangen, dass es im Laufe der Jahre immer weiter freigeweht wurde. Bereits 1925 sollen 28 Steine und auch erste Funde an der Oberfläche sichtbar gewesen sein. In den Jahren von 1955 bis 1956 wurde das Grab durch Frau Dr. E. Schlicht aus Hannover archäologisch untersucht und im Anschluss rekonstruiert. Die Rekonstruktion umfasst einen Grabhügel, der eine Länge von ca. 24 m, eine Breite von ca. 20 m und eine Höhe von ca. 4 m aufweist. Die gesamte Grabanlage ist in Richtung Ost-West orientiert. Die Kammer im Inneren des Grabhügels besteht aus fünf Decksteinen, der mittlere Deckstein wurde wieder zusammengesetzt. Die Zwischenräume der Decksteine wurden mit Trockenmauerwerk verfüllt. | 28962646 | Weitere Bilder |
| 52° 47′ 33″ N, 7° 29′ 52″ O | Groß Berßen 13, Grabhügel      | Durchmesser ca. 14,5 m und Höhe ca. 0,9 m. Rund. Eine Pflanzenfurche. | 28962647 | BW             |
| 52° 47′ 33″ N, 7° 29′ 48″ O | Groß Berßen 14, Grabhügel      | | 28962648 | BW             |
| 52° 47′ 35″ N, 7° 29′ 59″ O | Groß Berßen 15, Grabhügel      | Durchmesser ca. 15 m und Höhe ca. 1,1 m. Rund. Im Nordbereich am Fußende durch einen Straßenentwässerungsgraben angeschnitten. | 28962650 | BW             |
| 52° 47′ 34″ N, 7° 30′ 0″ O  | Groß Berßen 16, Grabhügel      | Durchmesser ca. 12 m und Höhe ca. 0,8 m. Rund, flache Gipfelmulde. | 28962651 | BW             |
| 52° 47′ 33″ N, 7° 30′ 0″ O  | Groß Berßen 17, Grabhügel      | Durchmesser ca. 14 m und Höhe ca. 0,9 m. Rund, Gipfelmulde von 0,50 m Tiefe. | 28962652 | BW             |
| 52° 47′ 33″ N, 7° 29′ 59″ O | Groß Berßen 18, Grabhügel      | Durchmesser ca. 15,5 m und Höhe ca. 0,5 m. Rund. Große flache Gipfelmulde. | 28962653 | BW             |
| 52° 47′ 31″ N, 7° 29′ 59″ O | Groß Berßen 19, Grabhügel      | Durchmesser ca. 19 m und Höhe ca. 1,4 m. Rund. Gipfelmulde von ca. 30 cm Tiefe. | 28962654 | BW             |
| 52° 47′ 27″ N, 7° 29′ 56″ O | Groß Berßen 20, Brutsteene     | Ernst Sprockhoff beschreibt in seinem Atlas zur Megalithkultur Deutschlands aus dem Jahre 1975 das Großsteingrab wie folgt: „Grab IX. Brutsteene. Stark zerstörtes Hünenbett in Richtung Ostsüdost-Westnordwest mit gleichgerichteter Kammer. Die Südflucht der Umfassung ist durch drei, am Ostende des Monuments in situ stehende Steine einwandfrei festgelegt. Alle anderen, den langen Erdhügel umstehenden Steine nicht mehr in situ, und von den Sprengstücken am Westende vermag nicht gesagt zu werden, ob es sich nicht etwa um Reste von Decksteinen handelt. Es wird ein rechteckiges Hünenbett sein, woran auch die Mitteilung Bödikers, die von einem ovalen Hügel spricht, nichts ändert. Das Hünenbett wird 30 m lang und 6 m breit gewesen sein. Die Grabkammer, die freigelegt ist, besteht noch aus den beiden in situ befindlichen Trägern der Schmalseite und je zwei Tragsteinen der Langseite. Hier fehlen sicherlich je zwei, so daß man ursprünglich eine vierjochige Kammer anzunehmen hat. Ihre lichten Abmessungen betragen 5 m × 2 m.“ Die Anlage entspricht auch heute noch der Beschreibung Sprockhoffs. | 28962649 | Weitere Bilder |
| 52° 45′ 57″ N, 7° 30′ 37″ O | Groß Berßen 21, Deepmoorsteene | Ernst Sprockhoff beschreibt in seinem Atlas zur Megalithkultur Deutschlands aus dem Jahre 1975 das Großsteingrab wie folgt: „Möglicherweise handelt es sich hier um den Rest eines Hünenbettes. Es präsentiert sich eine ungefähr ostwestgerichtete Kammer, deren beide Abschlußsteine und sämtliche sieben Träger der nördlichen Langseite in situ stehen; dagegen sind an der südlichen Langseite nur noch im Westteil vier vorhanden, von denen drei sich in situ finden. Fünf von ursprünglich sechs Decksteinen sind vorhanden, jedoch ist nur der zweite von Westen in alter Lage. Der dritte Deckstein ist der Länge nach gesprengt. Zwei südlich der Kammer sichtbare Steine deuten auf eine Einfassung. Der östliche dieser beiden Steine steht in situ. Die lichte Weite der Kammer beträgt 9,5 m × 2,5 m. Das Grab ist von einem rechteckigen rezenten Wall umgeben“. Die Anlage entspricht auch heute noch der Beschreibung Sprockhoffs. | 28962655 | Weitere Bilder |
| 52° 46′ 45″ N, 7° 30′ 58″ O | Groß Berßen 102                | Prähistorischer Acker-Komplex. Welliges Gelände. Die Wälle sind am besten ersichtlich in Richtung Nord-Süd, an einigen Stellen sind Querwälle zu sehen. Die Pflugfurchen zeigen eine sehr deutliche Zick-Zack-Führung. | 28962897 | BW             |
| 52° 47′ 33″ N, 7° 29′ 58″ O | Groß Berßen 120, Grabhügel     | Durchmesser ca. 15 m und Höhe ca. 1,4 m. Rund. Rand abgesetzt. Im Südwestbereich alte Bodenentnahme. | 28962898 | BW             |

### Groß Berßen 3
- ID:28962545
- Entlang der K 138 von Klein Berßen in Richtung Hüven, verläuft die „Hünengräberstraße des Hümmlings“. In dem Naturschutzgebiet sind fünf Großsteingräber bekannt, von denen noch vier im Gelände erhalten sind.

| Lage                        | Bezeichnung               | Beschreibung | ID       | Bild           |
| --------------------------- | ------------------------- | --- | -------- | -------------- |
| 52° 46′ 50″ N, 7° 30′ 50″ O | Groß Berßen 3             | Vom ehemaligen Megalithgrab ist nur noch ein flacher Hügel vorhanden, der mit Gras und Heide bewachsen ist. | 28962545 | BW             |
| 52° 46′ 49″ N, 7° 30′ 51″ O | Groß Berßen 4             | Ernst Sprockhoff beschreibt in seinem Atlas zur Megalithkultur Deutschlands aus dem Jahre 1975 das Großsteingrab wie folgt: „Vom Steingrab 3 ist nur ein in zwei Stücke gesprengter Deckstein erhalten und ein weiterer Stein, der vielleicht als Tragstein gedient hat. Eine Ausgrabung von Frau Schlicht, "die eine Anzahl Funde erbrachte", erlaubte jedoch über die Größe und Richtung der Kammer keinerlei Feststellungen.“ Die Anlage entspricht auch heute noch der Beschreibung Sprockhoffs. | 28962547 | Weitere Bilder |
| 52° 46′ 50″ N, 7° 30′ 53″ O | Groß Berßen 5             | Ernst Sprockhoff beschreibt in seinem Atlas zur Megalithkultur Deutschlands aus dem Jahre 1975 das Großsteingrab wie folgt: „Rest eines Großsteingrabes. Erhalten sind drei Decksteine und zwei Träger, keiner ist in situ. Die allgemeine Richtung, in der die Steine liegen, ist Ost-West. Ein Hügel ist in schwacher Ausdehnung erkennbar.“ Die Anlage entspricht auch heute noch der Beschreibung Sprockhoffs. | 28962548 | Weitere Bilder |
| 52° 46′ 50″ N, 7° 30′ 54″ O | Groß Berßen 6             | Ernst Sprockhoff beschreibt in seinem Atlas zur Megalithkultur Deutschlands aus dem Jahre 1975 das Großsteingrab wie folgt: „Vollständig ausgegangenes Steingrab. Eine Untersuchung von E. Schlicht deutet auf eine Steinkammer in Nordost-Südwest-Richtung mit einer Gesamtlänge von etwa 6,5 m und einer Breite von 2,5 m. Nach allen Anzeichen betrug die innere Länge etwa 4,5 m, die innere Breite 1,6 bis 1,8 m.“ An der Stelle des ausgegangenen Steingrabes heute 12 aufgestellte Trägersteine mit einem gepflasterte Innenraum, welche in einer kleinen Mulde liegen. Die Pflasterung ist fast vollständig mit Gras überwachsen.                                       | 28962537 | Weitere Bilder |
| 52° 46′ 50″ N, 7° 30′ 56″ O | Groß Berßen 7, Wappengrab | Das einzig fast vollständig erhaltene Großsteingrab. Der Name ist neuzeitlich geprägt, weil dieses Grab als Vorlage für das Großsteingrab, welches auf dem emsländischen Wappen zu sehen ist, diente. In ihrer ursprünglichen Position verblieben, sind die beiden äußeren Joche, zusammen mit einem Abschlussstein. Auf der nördlichen Längsseite sind noch drei Tragsteine, an der südlichen Längsseite ist nur noch ein Tragstein vorhanden. Von den Decksteinen, ist einer herunter gewälzt worden. Des Weiteren sind Bruchstücke weiterer Decksteine zwischen den Jochen sichtbar. Es wird davon ausgegangen, dass das Grab ursprünglich eine Größe von 7,5 × 2 m aufwies. | 28962549 | Weitere Bilder |

### Groß Berßen 28
- ID:28992253
- Grabhügelfeld.

| Lage                        | Bezeichnung    | Beschreibung | ID       | Bild |
| --------------------------- | -------------- | --- | -------- | ---- |
| 52° 46′ 4″ N, 7° 30′ 47″ O  | Groß Berßen 33 | | 28989005 | BW   |
| 52° 46′ 4″ N, 7° 30′ 53″ O  | Groß Berßen 34 | | 28962657 | BW   |
| 52° 46′ 4″ N, 7° 30′ 45″ O  | Groß Berßen 35 | | 28962658 | BW   |
| 52° 46′ 3″ N, 7° 30′ 54″ O  | Groß Berßen 38 | | 28962659 | BW   |
| 52° 45′ 58″ N, 7° 30′ 57″ O | Groß Berßen 48 | Durchmesser ca. 13 m und Höhe ca. 0,5 m. Fast rund. Flachgewölbt. Abgeflachte Kuppe. Störung durch am Hügelfuß verlaufenden Graben. Im Nordwestbereich alte Ankuhlung. | 28962660 | BW   |
| 52° 45′ 55″ N, 7° 30′ 59″ O | Groß Berßen 50 | Durchmesser ca. 10 m und Höhe ca. 0,7 m. Nordostbereich abgetragen; Südwestbereich als halbkreisförmiger Steg noch erhalten.                                           | 28962661 | BW   |

### Groß Berßen 96
- ID:28962663
- Fünf ersichtliche Grabhügel in Südwest-Nordost Richtung. Heutige Ausmaße des Gräberfeldes 200 × 70 m.

| Lage                        | Bezeichnung     | Beschreibung                                                                                     | ID       | Bild |
| --------------------------- | --------------- | ------------------------------------------------------------------------------------------------ | -------- | ---- |
| 52° 46′ 40″ N, 7° 30′ 48″ O | Groß Berßen 96  |                                                                                                  | 28962798 | BW   |
| 52° 46′ 39″ N, 7° 30′ 47″ O | Groß Berßen 97  | Durchmesser ca. 12 m und Höhe ca. 0,7 m. Rund. Tiergänge. Überzogen mit Pflanzungsfurchen.       | 28962799 | BW   |
| 52° 46′ 38″ N, 7° 30′ 47″ O | Groß Berßen 98  | Durchmesser ca. 8 m und Höhe ca. 0,5 m. Rund. Überzogen mit Pflanzungsfurchen.                   | 28962894 | BW   |
| 52° 46′ 37″ N, 7° 30′ 48″ O | Groß Berßen 99  | Durchmesser ca. 12 m und Höhe ca. 0,7 m. Rund. Überzogen mit Pflanzungsfurchen.                  | 28962895 | BW   |
| 52° 46′ 37″ N, 7° 30′ 47″ O | Groß Berßen 100 | Durchmesser ca. 9,5 m und Höhe ca. 0,5 m. Fast rund; Tiergänge. Überzogen mit Pflanzungsfurchen. | 28962896 | BW   |

### Klein Berßen 17
- ID:28961437
- Ausmaße des Gräberfeldes ca. 550 m (SSW-NNO) × 325 m (WNW-OSO). Hügel sind fast alle kreisrund und anscheinend weitgehend ungestört, weder Kreisgräber noch Ringwälle wurden beobachtet. Es konnten frühere Sandentnahmestellen in Klein Berßen festgestellt werden. In der Gemarkung Groß Berßen wurden innerhalb des Naturschutzgebietes 40 Hügel gesichtet, einer völlig ausgeschachtet. Die Gesamtzahl beläuft sich auf 43 in Klein Berßen und 40 in Groß Berßen.

| Lage                        | Bezeichnung    | Beschreibung                                                                                              | ID       | Bild |
| --------------------------- | -------------- | --- | -------- | ---- |
| 52° 47′ 36″ N, 7° 27′ 51″ O | Groß Berßen 56 | Durchmesser ca. 12 m und Höhe ca. 1,1 m. Südost- und Nordseite angegraben.                                | 28962665 | BW   |
| 52° 47′ 37″ N, 7° 27′ 52″ O | Groß Berßen 57 | Durchmesser ca. 13 m und Höhe ca. 0,5 m.                                                                  | 28962664 | BW   |
| 52° 47′ 38″ N, 7° 27′ 51″ O | Groß Berßen 58 | Durchmesser ca. 17 m und Höhe ca. 0,7 m.                                                                  | 28962666 | BW   |
| 52° 47′ 39″ N, 7° 27′ 51″ O | Groß Berßen 59 | Durchmesser ca. 10 m und Höhe ca. 0,4 m.                                                                  | 28962656 | BW   |
| 52° 47′ 39″ N, 7° 27′ 50″ O | Groß Berßen 60 | Durchmesser ca. 16 m und Höhe ca. 1,2 m.                                                                  | 28962669 | BW   |
| 52° 47′ 38″ N, 7° 27′ 52″ O | Groß Berßen 61 | Durchmesser ca. 12 m und Höhe ca. 1 m.                                                                    | 28962667 | BW   |
| 52° 47′ 39″ N, 7° 27′ 53″ O | Groß Berßen 62 | Durchmesser ca. 9 m und Höhe ca. 0,4 m. Gipfelmulde; am Nordostrand ein Graben.                           | 28962670 | BW   |
| 52° 47′ 39″ N, 7° 27′ 52″ O | Groß Berßen 63 | Durchmesser ca. 11 m und Höhe ca. 1 m.                                                                    | 28962671 | BW   |
| 52° 47′ 40″ N, 7° 27′ 50″ O | Groß Berßen 64 | Durchmesser ca. 15 m und Höhe ca. 1,2 m. Nordostrand von Graben berührt.                                  | 28962672 | BW   |
| 52° 47′ 45″ N, 7° 27′ 53″ O | Groß Berßen 65 | Durchmesser ca. 12 m und Höhe ca. 1,3 m.                                                                  | 28962673 | BW   |
| 52° 47′ 45″ N, 7° 27′ 55″ O | Groß Berßen 66 | Durchmesser ca. 11 m und Höhe ca. 0,8 m.                                                                  | 28962674 | BW   |
| 52° 47′ 45″ N, 7° 27′ 51″ O | Groß Berßen 67 | Durchmesser ca. 10 m und Höhe ca. 0,4 m.                                                                  | 28962675 | BW   |
| 52° 47′ 46″ N, 7° 27′ 49″ O | Groß Berßen 68 | Durchmesser ca. 12 m und Höhe ca. 0,3 m. Westseite gestört.                                               | 28962770 | BW   |
| 52° 47′ 46″ N, 7° 27′ 50″ O | Groß Berßen 69 | Durchmesser ca. 13 m und Höhe ca. 1,1 m.                                                                  | 28962771 | BW   |
| 52° 47′ 46″ N, 7° 27′ 51″ O | Groß Berßen 70 | Durchmesser ca. 10 m und Höhe ca. 0,9 m.                                                                  | 28962772 | BW   |
| 52° 47′ 46″ N, 7° 27′ 52″ O | Groß Berßen 71 | Durchmesser ca. 12 m und Höhe ca. 0,6 m.                                                                  | 28962774 | BW   |
| 52° 47′ 46″ N, 7° 27′ 54″ O | Groß Berßen 72 | Durchmesser ca. 10 m und Höhe ca. 1 m. Gipfelmulde.                                                       | 28962775 | BW   |
| 52° 47′ 46″ N, 7° 27′ 56″ O | Groß Berßen 73 | Durchmesser ca. 12 m und Höhe ca. 0,7 m.                                                                  | 28962776 | BW   |
| 52° 47′ 47″ N, 7° 27′ 51″ O | Groß Berßen 74 | Durchmesser ca. 7 m und Höhe ca. 0,3 m.                                                                   | 28962777 | BW   |
| 52° 47′ 47″ N, 7° 27′ 51″ O | Groß Berßen 75 | Durchmesser ca. 13 m und Höhe ca. 1,1 m.                                                                  | 28962778 | BW   |
| 52° 47′ 47″ N, 7° 27′ 52″ O | Groß Berßen 76 | Durchmesser ca. 13 m und Höhe ca. 0,8 m. Flache Gipfelmulde.                                              | 28962779 | BW   |
| 52° 47′ 47″ N, 7° 27′ 53″ O | Groß Berßen 77 | Durchmesser ca. 7 m und Höhe ca. 0,3 m.                                                                   | 28962780 | BW   |
| 52° 47′ 47″ N, 7° 27′ 55″ O | Groß Berßen 78 | Durchmesser ca. 14 m und Höhe ca. 1,3 m.                                                                  | 28962668 | BW   |
| 52° 47′ 48″ N, 7° 27′ 54″ O | Groß Berßen 79 | Durchmesser ca. 11 m und Höhe ca. 0,9 m.                                                                  | 28962782 | BW   |
| 52° 47′ 48″ N, 7° 27′ 53″ O | Groß Berßen 80 | Durchmesser ca. 10 m und Höhe ca. 0,7 m.                                                                  | 28962773 | BW   |
| 52° 47′ 48″ N, 7° 27′ 52″ O | Groß Berßen 81 | Durchmesser ca. 14 m und Höhe ca. 1,2 m.                                                                  | 28962781 | BW   |
| 52° 47′ 48″ N, 7° 27′ 51″ O | Groß Berßen 82 | Durchmesser ca. 13 m und Höhe ca. 1,2 m.                                                                  | 28962784 | BW   |
| 52° 47′ 48″ N, 7° 27′ 49″ O | Groß Berßen 83 | Durchmesser ca. 12 m und Höhe ca. 1,2 m. Nordseite vergraben.                                             | 28962785 | BW   |
| 52° 47′ 48″ N, 7° 27′ 49″ O | Groß Berßen 84 | Durchmesser ca. 6 m und Höhe ca. 0,4 m.                                                                   | 28962786 | BW   |
| 52° 47′ 49″ N, 7° 27′ 50″ O | Groß Berßen 85 | Durchmesser ca. 12 m und Höhe ca. 0,7 m.                                                                  | 28962788 | BW   |
| 52° 47′ 49″ N, 7° 27′ 52″ O | Groß Berßen 86 | Durchmesser ca. 15 m und Höhe ca. 1,3 m.                                                                  | 28962789 | BW   |
| 52° 47′ 49″ N, 7° 27′ 54″ O | Groß Berßen 87 | Durchmesser ca. 15 m und Höhe ca. 1,5 m. Tiefe Gipfelmulde.                                               | 28962790 | BW   |
| 52° 47′ 49″ N, 7° 27′ 55″ O | Groß Berßen 88 | Durchmesser ca. 10 m und Höhe ca. 0,5 m. In der Mitte ein Graben. Nordseite zu 1/3 abgepflügt; Tiergänge. | 28962783 | BW   |
| 52° 47′ 49″ N, 7° 27′ 56″ O | Groß Berßen 89 | Durchmesser ca. 11 m und Höhe ca. 0,6 m. Am Nordrand ein Graben; Tiergänge.                               | 28962792 | BW   |
| 52° 47′ 48″ N, 7° 27′ 56″ O | Groß Berßen 90 | Durchmesser ca. 9 m und Höhe ca. 0,4 m. Oval.                                                             | 28962793 | BW   |
| 52° 47′ 48″ N, 7° 27′ 56″ O | Groß Berßen 91 | Durchmesser ca. 11 m und Höhe ca. 0,3 m.                                                                  | 28962794 | BW   |
| 52° 47′ 48″ N, 7° 27′ 57″ O | Groß Berßen 92 | Durchmesser ca. 15 m und Höhe ca. 1,6 m. Nordrand angegraben.                                             | 28962795 | BW   |
| 52° 47′ 46″ N, 7° 27′ 58″ O | Groß Berßen 93 | Durchmesser ca. 14 m und Höhe ca. 2 m. An Ostseite ein Graben.                                            | 28962796 | BW   |
| 52° 47′ 45″ N, 7° 27′ 59″ O | Groß Berßen 95 | Durchmesser ca. 12 m und Höhe ca. 0,7 m.                                                                  | 28962797 | BW   |

## Groß Stavern
| Lage                        | Bezeichnung                    | Beschreibung | ID       | Bild           |
| --------------------------- | ------------------------------ | --- | -------- | -------------- |
| 52° 47′ 3″ N, 7° 26′ 20″ O  | Groß Stavern 52, Großsteingrab | Ernst Sprockhoff beschreibt in seinem Atlas zur Megalithkultur Deutschlands aus dem Jahre 1975 das Großsteingrab wie folgt: „Sehr zerstörtes Steingrab. In ostwestlicher Richtung liegen sechs Steine, drei Decksteine, zwei oder drei Träger. Nordöstlich der Gruppe zwei Sprengstücke, etwa 200 Schritt nach Osten drei größere trägerartige Steine.“ Bis auf die zwei Sprengstücke und die drei trägerartigen Steine, entspricht die Anlage auch heute noch dieser Beschreibung. | 28966590 |                |
| 52° 46′ 58″ N, 7° 26′ 12″ O | Groß Stavern 53, Großsteingrab | Ernst Sprockhoff beschreibt in seinem Atlas zur Megalithkultur Deutschlands aus dem Jahre 1975 das Großsteingrab wie folgt: „Lange Steinkammer in ungefährer O-W-Richtung mit einem Eingang in der Mitte der südlichen Langseite. An der nördlichen Langseite sind zehn Träger vorhanden, die als in situ befindlich anzusehen sind. Es fehlen hier mindestens drei Tragsteine. Die verhältnismäßig kleinen Tragsteine der Schmalseiten sind in situ erhalten. Auf der südlichen Langseite haben erhebliche Zerstörungen stattgefunden. In situ scheinen zehn Tragsteine zu stehen; davon bilden in der Mitte zwei Träger gleichzeitig das nördliche Trägerpaar des Ganges, auf dessen Ostseite zwei weitere Träger in situ stehen. Östlich vom Eingang liegen mehrere Sprengstücke, zerstörte Tragsteine. Ein einziger Deckstein, der östliche, liegt in situ und bietet hier mit seinen beiden Trägern und dem Schmalseitenstein ein intaktes Ostende des Grabes. Sieben weitere Decksteine sind teils in das Grab gestürzt, teils zerbrochen.... Die Rekonstruktion gibt dem Grab eine Länge von 25 m im Lichten. Die lichte Breite nimmt von 1,8 m an den Enden zur Mitte auf 3 m zu. Der 3 m lange Gang hatte eine Breite von 0,7 m.“ Die Anlage entspricht auch heute noch dieser Beschreibung. | 28966592 | Weitere Bilder |
| 52° 47′ 22″ N, 7° 23′ 39″ O | Groß Stavern 106, Grabhügel    | | 28966826 | BW             |
| 52° 47′ 22″ N, 7° 23′ 40″ O | Groß Stavern 107, Grabhügel    | | 28966830 | BW             |
| 52° 47′ 23″ N, 7° 23′ 42″ O | Groß Stavern 108, Grabhügel    | | 28966832 | BW             |
| 52° 47′ 22″ N, 7° 23′ 43″ O | Groß Stavern 109, Grabhügel    | Durchmesser ca. 14 m und Höhe ca. 0,8 m. Ebenmäßig gewölbt, Rand allmählich auslaufend. In der Mitte eine flache Einsenkung, mit sichtbarer Ecke eines Findlings. | 28966833 | BW             |
| 52° 47′ 22″ N, 7° 23′ 43″ O | Groß Stavern 120, Grabhügel    | Durchmesser ca. 13 m und Höhe ca. 1 m. Ebenmäßig gewölbt, Rand schwach abgesetzt. In der Oberfläche einige Kaninchenlöcher, einzelne kopfgroße Felssteine sichtbar. | 28966840 | BW             |
| 52° 47′ 22″ N, 7° 23′ 44″ O | Groß Stavern 121, Grabhügel    | Durchmesser ca. 10 m und Höhe ca. 0,5 m. Ebenmäßig flach gewölbt, Rand sanft auslaufend. | 28966841 | BW             |
| 52° 47′ 21″ N, 7° 23′ 46″ O | Groß Stavern 122, Grabhügel    | Durchmesser ca. 9 m und Höhe ca. 0,5 m. Flach und ebenmäßig gewölbt, Rand sanft auslaufend. | 28966842 | BW             |
| 52° 49′ 49″ N, 7° 23′ 44″ O | Groß Stavern 124, Moorweg      | | 28963045 | BW             |
| 52° 48′ 44″ N, 7° 28′ 11″ O | Groß Stavern 130               | | 28966945 | BW             |
| 52° 47′ 23″ N, 7° 24′ 54″ O | Groß Stavern 131, Grabhügel    | Durchmesser ca. 14 m und Höhe ca. 1,1 m. Ebenmäßig gewölbt, Rand allmählich auslaufend. In der Südosthälfte eine weite alte Erdentnahme, am Ostrand von alter Wegespur in Richtung Nord-Süd angeschnitten, Pflanzfurchen von Ost nach West, Kaninchenlöcher. | 28966946 | BW             |

### Groß Stavern 1
- ID:28966199
- Grabhügelfeld mit mindestens 15 Grabhügel und einem Megalithgrab.

| Lage                        | Bezeichnung                    | Beschreibung | ID       | Bild           |
| --------------------------- | ------------------------------ | --- | -------- | -------------- |
| 52° 49′ 28″ N, 7° 26′ 22″ O | Groß Stavern 1                 | Durchmesser ca. 17,7 m und Höhe ca. 1,1 m. Rund, ovale Gipfelmulde ca. 0,5 m tief. | 28966201 | BW             |
| 52° 49′ 29″ N, 7° 26′ 20″ O | Groß Stavern 2                 | Durchmesser ca. 12,5 m und Höhe ca. 0,7 m. Störung durch Sandentnahme von Westen, die sich fast bis zur Mitte fortsetzt. | 28966203 | BW             |
| 52° 49′ 30″ N, 7° 26′ 18″ O | Groß Stavern 3                 | Durchmesser ca. 11,5 m und Höhe ca. 1 m. Störung durch Sandabtragung im westlichen und südlichen Bereich. | 28966205 | BW             |
| 52° 49′ 30″ N, 7° 26′ 18″ O | Groß Stavern 4                 | Durchmesser ca. 18 m und Höhe ca. 1,1 m. Rund, auslaufend. Störung durch Sandentnahme im nördlichen Bereich. | 28966207 | BW             |
| 52° 49′ 29″ N, 7° 26′ 19″ O | Groß Stavern 5                 | Durchmesser ca. 13,5 m und Höhe ca. 1,6 m. Rund, flache Gipfelmulde. | 28966306 | BW             |
| 52° 49′ 29″ N, 7° 26′ 21″ O | Groß Stavern 6                 | Durchmesser ca. 11 m und Höhe ca. 0,8 m. Rund. | 28966305 | BW             |
| 52° 49′ 29″ N, 7° 26′ 22″ O | Groß Stavern 7                 | Durchmesser ca. 9,5 m und Höhe ca. 1 m. Rund. | 28966308 | BW             |
| 52° 49′ 29″ N, 7° 26′ 24″ O | Groß Stavern 8                 | Durchmesser ca. 17,7 m und Höhe ca. 1,1 m. Rund, ovale Gipfelmulde ca. 0,5 m tief. | 28966309 | BW             |
| 52° 49′ 29″ N, 7° 26′ 23″ O | Groß Stavern 9                 | Durchmesser ca. 7 m und Höhe ca. 1,05 m. Rund, schwache Gipfelmulde. | 28966311 | BW             |
| 52° 49′ 30″ N, 7° 26′ 23″ O | Groß Stavern 10                | Durchmesser ca. 13 m und Höhe ca. 0,65 m. Rund, schwache Gipfelmulde. | 28966312 | BW             |
| 52° 49′ 30″ N, 7° 26′ 23″ O | Groß Stavern 11                | Durchmesser ca. 8,5 m und Höhe ca. 0,7 m. Fast rund. | 28966313 | BW             |
| 52° 49′ 31″ N, 7° 26′ 22″ O | Groß Stavern 12                | Durchmesser ca. 5 m und Höhe ca. 0,5 m. Starke, auslaufende Grundform, Rand schwach abgesetzt. | 28966307 | BW             |
| 52° 49′ 30″ N, 7° 26′ 22″ O | Groß Stavern 13                | Durchmesser ca. 7 m und Höhe ca. 0,7 m. Rund. | 28966198 | BW             |
| 52° 49′ 31″ N, 7° 26′ 21″ O | Groß Stavern 14                | Durchmesser ca. 10,5 m und Höhe ca. 1 m. Rund. | 28966316 | BW             |
| 52° 49′ 30″ N, 7° 26′ 20″ O | Groß Stavern 15                | Durchmesser ca. 8,5 m und Höhe ca. 0,9 m. Rund, auslaufend. | 28966318 | BW             |
| 52° 49′ 32″ N, 7° 26′ 27″ O | Groß Stavern 16, Großsteingrab | Ernst Sprockhoff beschreibt in seinem Atlas zur Megalithkultur Deutschlands aus dem Jahre 1975 das Großsteingrab wie folgt: „Gut erhaltenes Ganggrab in ungefährer O-W-Lage, der Gang in der Mitte der S-Seite. Sämtliche Träger der Kammer, fünf an der N-, sechs an der S-Langseite sowie die der beiden Schmalseiten, stehen in situ. Alle vier Decksteine sind vorhanden und liegen in situ auf, außer dem zweiten von O, der zerbrochen und in die Kammer gefallen ist. Auf dem östl. Träger der N-Wand liegt ein kleiner Stein zur Erhöhung der Unterlage für den Deckstein. Vom Gang sind drei Tragsteine in situ vorhanden und der der Kammer zunächst gelegene Deckstein. Der zweite Deckstein ist nach außen verschleppt. Die lichte Weite der sich nach O verjüngenden Kammer beträgt 7 m × 2,2 m – 1,5 m. Um das Grab ist in jüngerer Zeit ein Wall angelegt, so daß der ursprüngliche Hügel nicht mehr zu erkennen ist. Die Kammer steht noch tief in der Erde. Im Inneren sind zahlreiche, wohl von der Ausfütterung der Zwickel zwischen den Tragsteinen stammende Steine.“ Die Anlage entspricht auch heute noch dieser Beschreibung. | 28966320 | Weitere Bilder |

### Groß Stavern 17
- ID:28966321
- Grabhügelfeld.

| Lage                        | Bezeichnung     | Beschreibung                                                                                               | ID       | Bild |
| --------------------------- | --------------- | --- | -------- | ---- |
| 52° 48′ 45″ N, 7° 28′ 26″ O | Groß Stavern 17 | Durchmesser ca. 9 m und Höhe ca. 0,9 m. Rund.                                                              | 28966323 | BW   |
| 52° 48′ 46″ N, 7° 28′ 26″ O | Groß Stavern 18 | Größe ca. 9,8 × 7 m und Höhe ca. 0,6 m. Oval.                                                              | 28966327 | BW   |
| 52° 48′ 46″ N, 7° 28′ 27″ O | Groß Stavern 19 | Durchmesser ca. 6,2 m und Höhe ca. 0,3 m. Fast rund, flache Gipfelmulde.                                   | 28966328 | BW   |
| 52° 48′ 46″ N, 7° 28′ 27″ O | Groß Stavern 20 | Durchmesser ca. 6,5 m und Höhe ca. 0,45 m. Fast rund.                                                      | 28966326 | BW   |
| 52° 48′ 47″ N, 7° 28′ 28″ O | Groß Stavern 21 | Durchmesser ca. 7,6 m und Höhe ca. 0,75 m. Rund. Hügelfuß an Ostseite angeschnitten.                       | 28966456 | BW   |
| 52° 48′ 46″ N, 7° 28′ 28″ O | Groß Stavern 22 | Durchmesser ca. 7,2 m und Höhe ca. 0,5 m. Rund. Hügelfuß an Westseite angeschnitten.                       | 28966459 | BW   |
| 52° 48′ 47″ N, 7° 28′ 28″ O | Groß Stavern 23 | Durchmesser ca. 10,5 m und Höhe ca. 0,9 m. Rund.                                                           | 28966460 | BW   |
| 52° 48′ 47″ N, 7° 28′ 29″ O | Groß Stavern 24 | Durchmesser ca. 11,3 m und Höhe ca. 0,75 m. Rund.                                                          | 28966461 | BW   |
| 52° 48′ 48″ N, 7° 28′ 28″ O | Groß Stavern 25 | Durchmesser ca. 13 m und Höhe ca. 1,2 m. Rund.                                                             | 28966463 | BW   |
| 52° 48′ 49″ N, 7° 28′ 29″ O | Groß Stavern 26 | Durchmesser ca. 8,1 m und Höhe ca. 0,6 m. Rund. Von der Mitte aus nach Westen etwas abgetragen.            | 28966462 | BW   |
| 52° 48′ 50″ N, 7° 28′ 29″ O | Groß Stavern 27 | Durchmesser ca. 6,9 m und Höhe ca. 0,5 m. Fast rund. An Nordseite durch Waldweg angeschnitten.             | 28966464 | BW   |
| 52° 48′ 49″ N, 7° 28′ 28″ O | Groß Stavern 28 | Durchmesser ca. 9,3 m und Höhe ca. 0,75 m. Gestört, unregelmäßig. An Ostseite durch Waldweg angeschnitten. | 28966565 | BW   |

### Groß Stavern 29
- ID:28966567
- Das Gelände umfasst Anhöhen und Uferzonen um eine gegabelte Niederung, in der der Egelsmoorgraben fließt. Aus der Auswertung eines Luftbildes vom 28. Mai 1956 und Überprüfung aller vorhandenen Angaben im Gelände geht hervor, dass auf diesem Grundstück Reste von vier Großsteingräbern, 13 Grabhügeln und ein Bündel Wegespuren obertägig erhalten geblieben sind.

| Lage                        | Bezeichnung                    | Beschreibung | ID       | Bild |
| --------------------------- | ------------------------------ | --- | -------- | ---- |
| 52° 49′ 22″ N, 7° 27′ 55″ O | Groß Stavern 29                | Durchmesser ca. 12 m und Höhe ca. 1,4 m. Rund, flache Gipfelmulde, Tiergänge. Gut erhalten. | 28966569 | BW   |
| 52° 49′ 22″ N, 7° 27′ 54″ O | Groß Stavern 30                | Durchmesser ca. 11,5 m und Höhe ca. 0,7 m. Fast rund, ausgeprägte Gipfelmulde. | 28966572 | BW   |
| 52° 49′ 23″ N, 7° 27′ 55″ O | Groß Stavern 31                | Durchmesser ca. 13,5 m und Höhe ca. 1,1 m. Rund, Tiergänge. Gut erhalten. | 28966571 | BW   |
| 52° 49′ 26″ N, 7° 27′ 54″ O | Groß Stavern 33, Großsteingrab | | 28966573 | BW   |
| 52° 49′ 27″ N, 7° 27′ 55″ O | Groß Stavern 34, Großsteingrab | | 28966575 | BW   |
| 52° 49′ 30″ N, 7° 27′ 53″ O | Groß Stavern 35, Großsteingrab | | 28966574 | BW   |
| 52° 49′ 23″ N, 7° 27′ 44″ O | Groß Stavern 36                | Durchmesser ca. 14,5 m und Höhe ca. 1,2 m. Fast rund. Von Südwest bis zur Hälfte abgetragen. | 28966577 | BW   |
| 52° 49′ 23″ N, 7° 27′ 40″ O | Groß Stavern 37                | Durchmesser ca. 16,5 m und Höhe ca. 1 m. Rund. Gipfelmulde von ca. 0,4 m Tiefe, Tiergänge. Guter Erhaltungszustand. | 28966578 | BW   |
| 52° 49′ 25″ N, 7° 27′ 45″ O | Groß Stavern 38                | Durchmesser ca. 16 m und Höhe ca. 1,3 m. Fast rund. Zwei Mulden seitlich des Gipfels, Tiergänge. | 28966580 | BW   |
| 52° 49′ 25″ N, 7° 27′ 44″ O | Groß Stavern 39, Großsteingrab | | 28966581 | BW   |
| 52° 49′ 24″ N, 7° 27′ 43″ O | Groß Stavern 40                | Durchmesser ca. 12,5 m und Höhe ca. 1,4 m. Fast rund, Tiergänge im Gipfelbereich. | 28966583 | BW   |
| 52° 49′ 24″ N, 7° 27′ 37″ O | Groß Stavern 41                | Durchmesser ca. 13 m und Höhe ca. 1,1 m. Fast rund, flache Gipfelmulde, Tiergänge. | 28966584 | BW   |
| 52° 49′ 24″ N, 7° 27′ 35″ O | Groß Stavern 42                | Durchmesser ca. 15 m und Höhe ca. 0,6 m. Fast rund, flache Gipfelmulde, Tiergänge. | 28966576 | BW   |
| 52° 49′ 30″ N, 7° 27′ 51″ O | Groß Stavern 73, Wegespuren    | Die Spuren laufen etwa SW-NO, d.h. Groß Stavern-Sögel und überqueren eine Niederung im Staverner Wald. Im NO nur zwei Spuren. Der westliche Zweig teilt sich in mehrere Stränge, überquert die Niederung und wird weiter südwestlich allmählich schwächer erkennbar. Der östliche Zweig führt südwärts entlang des Teiches im Staverner Wald, überquert die Niederung, biegt nach WSW um. Das westliche Bündel hat eine Breite von 60 – 80 m, das östliche bis 40 m. Im Gelände messen die Spuren weniger als 0,5 m Höhe und bis 2 m Breite. | 28966824 | BW   |
| 52° 49′ 25″ N, 7° 27′ 41″ O | Groß Stavern 75                | Durchmesser ca. 10 m. Auf dem Luftbild von 1956 ersichtlich. Wohl ausgespart beim Pflügen. | 28966822 | BW   |
| 52° 49′ 22″ N, 7° 27′ 40″ O | Groß Stavern 81                | Durchmesser ca. 6 m und Höhe ca. 0,3 m. Auf dem Luftbild vom 28.05.1956 ersichtlich, im frisch gepflügten Gelände, rund. | 28966825 | BW   |
| 52° 49′ 24″ N, 7° 27′ 42″ O | Groß Stavern 82                | Durchmesser ca. 7 m und Höhe ca. 0,4 m. Auf Luftbild vom 28.05.1956 im frisch gefrästen Gelände ersichtlich. Schildförmig. | 28966827 | BW   |
| 52° 49′ 23″ N, 7° 27′ 55″ O | Groß Stavern 91                | In gefrästem Gelände auf Luftbild von 1956 ersichtlich; bei der Umwandlung wurde ausgespart. | 28966828 | BW   |

### Groß Stavern 46
- ID:28966582
- Grabhügelfeld.

| Lage                        | Bezeichnung      | Beschreibung | ID       | Bild |
| --------------------------- | ---------------- | --- | -------- | ---- |
| 52° 47′ 26″ N, 7° 25′ 0″ O  | Groß Stavern 46  | Durchmesser ca. 14 m und Höhe ca. 0,9 m. Rund, Tiergänge. Mit Pflanzenfurchen überzogen.                                                                  | 28966586 | BW   |
| 52° 47′ 27″ N, 7° 25′ 2″ O  | Groß Stavern 47  | Durchmesser ca. 10 m und Höhe ca. 0,75 m. Rund; Tiergänge. Mit Pflanzfurchen überzogen.                                                                   | 28966585 | BW   |
| 52° 47′ 23″ N, 7° 25′ 0″ O  | Groß Stavern 48  | Durchmesser ca. 12,5 m und Höhe ca. 0,8 m. Fast rund. Mit Pflanzfurchen überzogen.                                                                        | 28966579 | BW   |
| 52° 47′ 24″ N, 7° 25′ 2″ O  | Groß Stavern 49  | Durchmesser ca. 9 – 10 m und Höhe ca. 0,5 m. Fast rund, etwas länglich, Tiergänge. Im Nord- und Südbereich etwas auslaufend. Mit Pflanzfurchen überzogen. | 28966587 | BW   |
| 52° 47′ 26″ N, 7° 25′ 2″ O  | Groß Stavern 50  | Durchmesser ca. 12 m und Höhe ca. 1,2 m. Rund. | 28966589 | BW   |
| 52° 47′ 27″ N, 7° 25′ 2″ O  | Groß Stavern 51  | Durchmesser ca. 12,5 m und Höhe ca. 1 m. Rund; Tiergänge. Am Hügelfuß Pflanzungsfurchen.                                                                  | 28966588 | BW   |
| 52° 47′ 24″ N, 7° 24′ 58″ O | Groß Stavern 117 | | 28966837 | BW   |
| 52° 47′ 23″ N, 7° 24′ 59″ O | Groß Stavern 118 | Durchmesser ca. 11 m und Höhe ca. 0,8 m. Ebenmäßig flach gewölbt, Rand allmählich auslaufend.                                                             | 28966836 | BW   |
| 52° 47′ 24″ N, 7° 25′ 1″ O  | Groß Stavern 119 | | 28966838 | BW   |
| 52° 47′ 24″ N, 7° 24′ 59″ O | Groß Stavern 127 | Durchmesser ca. 11 m und Höhe ca. 0,5 m. Ebenmäßig flach gewölbt, Rand allmählich auslaufend. Pflanzfurchen von Nord nach Süd.                            | 28966845 | BW   |
| 52° 47′ 25″ N, 7° 25′ 2″ O  | Groß Stavern 128 | | 28966846 | BW   |
| 52° 47′ 27″ N, 7° 24′ 59″ O | Groß Stavern 129 | | 28966847 | BW   |

### Groß Stavern 112
- ID:28966834
- Grabhügelfeld.

| Lage                        | Bezeichnung      | Beschreibung | ID       | Bild |
| --------------------------- | ---------------- | --- | -------- | ---- |
| 52° 47′ 19″ N, 7° 24′ 52″ O | Groß Stavern 112 | Durchmesser ca. 11,5 m und Höhe ca. 0,7 m. Rund, schwache Pflanzungsfurchen. | 28966823 | BW   |
| 52° 47′ 17″ N, 7° 24′ 54″ O | Groß Stavern 113 | Durchmesser ca. 11,5 m und Höhe ca. 0,8 m. Rund, leichte Pflanzungsfurchen, starke Tiergänge.                                                                                   | 28966835 | BW   |
| 52° 47′ 17″ N, 7° 24′ 52″ O | Groß Stavern 123 | Durchmesser ca. 7 – 8 m und Höhe ca. 0,4 m. Schwach gewölbt, im Norden schwach abgesetzter Rand, sonst allmählich auslaufend. Von West nach Ost Pflanzfurchen; Kaninchenlöcher. | 28966843 | BW   |
| 52° 47′ 19″ N, 7° 24′ 50″ O | Groß Stavern 125 | Durchmesser ca. 12 m und Höhe ca. 0,7 m.Dm. 12 m, H. 0,7 m, Rund. Flache Pflanzungsfurchen, schwache Tiergänge.                                                                 | 28966844 | BW   |

## Hüven
| Lage                        | Bezeichnung                  | Beschreibung | ID       | Bild           |
| --------------------------- | ---------------------------- | --- | -------- | -------------- |
| 52° 46′ 36″ N, 7° 33′ 26″ O | Hüven 1, Großsteingrab       | In Richtung Nordwest-Südost orientiert. Drei große Decksteine liegen auf acht Trägersteinen auf. Der Grabhügel in dem die Steinkammer eingebettet ist, hat eine Länge von 22 m und eine Breite von 16 m, die Höhe beträgt ca. 1 m. Die lichte Weite der Steinkammer beträgt 5 m Länge und 2 m Breite. | 28963296 | Weitere Bilder |
| 52° 47′ 22″ N, 7° 33′ 17″ O | Hüven 2, Volbers Hünensteine | „Volbers Hünensteine“ gehört zu den größten Megalithgräbern der Region. Das Großsteingrab ist ca. in Richtung Ost-West orientiert, und umfasst eine 11-jochige Steinkammer, wobei noch 25 Tragsteine und 11 Decksteine erhalten sind. Die Grabkammer ist ca. 15 m lang und ca. 1,5 m breit. Zusammen mit der eindrucksvollen Steinumfassung hat das Grab eine Länge von 22 m und eine Breite von ca. 10 m. | 28963297 | Weitere Bilder |
| 52° 46′ 25″ N, 7° 33′ 36″ O | Hüven 3, Grenzwall           | Durchmesser ca. 20 m und Höhe ca. 1,3 m. Rund. Gipfelmulde von ca. 4 m Br. und einer T. von ca. 60 cm. Im Ostbereich durch Waldweg angeschnitten. Westliche Seite zeigt eine halbkreisförmige Störung (vermutlich Sandentnahmestelle). | 28963298 | BW             |
| 52° 46′ 54″ N, 7° 31′ 40″ O | Hüven 20, Grabhügel          | Durchmesser ca. 20 m und Höhe ca. 1,3 m. Rund. Gipfelmulde von ca. 4 m Br. und einer T. von ca. 60 cm. Im Ostbereich durch Waldweg angeschnitten. Westliche Seite zeigt eine halbkreisförmige Störung (vermutlich Sandentnahmestelle). | 28963291 | BW             |
| 52° 47′ 11″ N, 7° 31′ 38″ O | Hüven 47, Grabhügel          | | 28961298 | BW             |

### Hüven 4
- ID:28963299
- Auf dem Gräberfeld sind mindestens zehn Hügel zu erkennen. An der Südseite eine Sandentnahmestelle.

| Lage                        | Bezeichnung | Beschreibung | ID       | Bild |
| --------------------------- | ----------- | --- | -------- | ---- |
| 52° 46′ 33″ N, 7° 33′ 37″ O | Hüven 4     | Durchmesser ca. 9 m und Höhe ca. 0,8 m. Fast rund. Im West- und Südbereich schwach auslaufend.                                                           | 28963300 | BW   |
| 52° 46′ 33″ N, 7° 33′ 37″ O | Hüven 5     | Durchmesser ca. 14 m und Höhe ca. 1,2 m. Etwas länglich.                                                                                                 | 28963301 | BW   |
| 52° 46′ 32″ N, 7° 33′ 37″ O | Hüven 6     | Durchmesser ca. 12,5 m und Höhe ca. 0,9 m. Etwas länglich.                                                                                               | 28963302 | BW   |
| 52° 46′ 33″ N, 7° 33′ 35″ O | Hüven 7     | Durchmesser ca. 8 – 10 m und Höhe ca. 0,8 m. Länglich in Nord-Süd Richtung.                                                                              | 28963295 | BW   |
| 52° 46′ 33″ N, 7° 33′ 34″ O | Hüven 8     | Durchmesser ca. 13 m und Höhe ca. 0,8 m. Länglich. | 28961283 | BW   |
| 52° 46′ 33″ N, 7° 33′ 34″ O | Hüven 9     | Durchmesser ca. 12 m und Höhe ca. 0,9 m. Etwas länglich. Im Südbereich eine verwaschene Einbuchtung.                                                     | 28961284 | BW   |
| 52° 46′ 32″ N, 7° 33′ 35″ O | Hüven 10    | Durchmesser ca. 9 – 11 m und Höhe ca. 1 m. Länglich in etwa Nord-Süd-Richtung.                                                                           | 28961285 | BW   |
| 52° 46′ 32″ N, 7° 33′ 36″ O | Hüven 11    | Durchmesser ca. 9 m und Höhe ca. 0,8 m. Fast rund. Zum Südbereich etwas auslaufend.                                                                      | 28961286 | BW   |
| 52° 46′ 32″ N, 7° 33′ 38″ O | Hüven 12    | Durchmesser ca. 12 m und Höhe ca. 0,9 m. Länglich. Nach Westen abgeflacht.                                                                               | 28961288 | BW   |
| 52° 46′ 29″ N, 7° 33′ 37″ O | Hüven 13    | Durchmesser ca. 13 m und Höhe ca. 0,8 m. Unregelmäßig. Im Norden, Osten und Süden grabenähnliche Beschädigungen. An Westseite von Waldweg angeschnitten. | 28961289 | BW   |

### Hüven 16
- ID:28961290
- In einer Schonung sind die Reste von mindestens sieben Grabhügeln zu erkennen. Die neueren Einplanierungsarbeiten und Aufforstung haben die Hügel tw. weitgehend geschädigt. Laut älteren Angaben dehnte sich das Gräberfeld noch 300 m weiter in östlicher und bis 400 m in südlicher Richtung aus.

| Lage                       | Bezeichnung | Beschreibung | ID       | Bild |
| -------------------------- | ----------- | --- | -------- | ---- |
| 52° 47′ 4″ N, 7° 31′ 31″ O | Hüven 16    | Durchmesser ca. 8 m und Höhe ca. 0,3 m. Fast rund, durch Rodungsarbeiten abgeflacht.                                                                                      | 28961291 | BW   |
| 52° 47′ 5″ N, 7° 31′ 31″ O | Hüven 17    | Durchmesser ca. 10 m und Höhe ca. 0,6 m. Fast rund, durch Rodungsarbeiten etwas abgeflacht und an der südlichen Fußseite mit gerodeten Baumwurzeln und Abraum aufgefüllt. | 28963277 | BW   |
| 52° 47′ 5″ N, 7° 31′ 30″ O | Hüven 18    | | 28961293 | BW   |
| 52° 47′ 3″ N, 7° 31′ 28″ O | Hüven 19    | Durchmesser ca. 23 m und Höhe ca. 1,1 m. Fast rund, durch Rodungsarbeiten abgeflacht; Tiergänge.                                                                          | 28961294 | BW   |
| 52° 47′ 5″ N, 7° 31′ 27″ O | Hüven 25    | | 28961295 | BW   |
| 52° 47′ 5″ N, 7° 31′ 35″ O | Hüven 26    | Ausmaße nicht mehr festzustellen. Fast völlig einplaniert. | 28961296 | BW   |
| 52° 47′ 6″ N, 7° 31′ 38″ O | Hüven 27    | | 28961297 | BW   |

### Hüven 48
- ID:28961302
- In sehr unübersichtlichem Gelände sind noch mindestens vier Grabhügel zu erkennen. Sie sind zwar teilweise gestört durch Aufforstungsarbeiten, scheinen aber in ihren Kernen ziemlich gut erhalten zu sein.

| Lage                      | Bezeichnung | Beschreibung                                                                                                 | ID       | Bild |
| ------------------------- | ----------- | --- | -------- | ---- |
| 52° 47′ 4″ N, 7° 32′ 8″ O | Hüven 48    | Durchmesser ca. 6,5 m und Höhe ca. 0,6 m. Weitgehend gestört. Der Fuß ist im Osten und Norden angeschnitten. | 28961303 | BW   |
| 52° 47′ 4″ N, 7° 32′ 6″ O | Hüven 49    | | 28961299 | BW   |
| 52° 47′ 5″ N, 7° 32′ 4″ O | Hüven 50    | Durchmesser ca. 14 m und Höhe ca. 1,1 m. Tiergänge im Rand- und Gipfelbereich.                               | 28961305 | BW   |
| 52° 47′ 6″ N, 7° 32′ 2″ O | Hüven 51    | Durchmesser ca. 18 m und Höhe ca. 1,4 m. Tiergänge im Rand- und Gipfelbereich.                               | 28961307 | BW   |

## Klein Berßen
| Lage                        | Bezeichnung                    | Beschreibung | ID       | Bild           |
| --------------------------- | ------------------------------ | --- | -------- | -------------- |
| 52° 47′ 53″ N, 7° 27′ 35″ O | Klein Berßen 1, Wahrsteene     | Ernst Sprockhoff beschreibt in seinem Atlas zur Megalithkultur Deutschlands aus dem Jahre 1975 das Großsteingrab wie folgt: „Ganggrab ungefähr ostwestlicher Richtung. Das Grab ist ziemlich zerstört, indessen reicht das Vorhandene aus, um eine Vorstellung über die ursprüngliche Anlage zu gewinnen. Im Westen sind der Träger der Schmalseite und zwei Tragsteine der südlichen Langseite in situ erhalten. Ein hier liegendes Sprengstück wird als Rest eines Decksteines angesehen. Die östliche Hälfte weist vier Träger der nördlichen Langseite, den der Schmalseite und drei Tragsteine der südlichen Langseite in situ auf, einer ist nach außen gedrückt. Die in diesem Teil befindlichen vier von ursprünglich sieben Decksteinen sind alle abgesunken, ihr westlicher ist ein Tordeckstein. Er befindet sich dort, wo der lange Gang einmündete, dessen äußerstes Joch 3 m südlich vorhanden ist, allerdings nur mit dem östlichen Träger in situ. Die Rekonstruktion ergibt eine lange Kammer von 12 m × 1,6 m lichter Weite mit einem 3,5 m langen, 0,7 m breiten Gang und einer Nische östlich des Einganges. Das Grab lag in einem Hügel, der in 23 m Länge und 11 m Breite angedeutet ist.“ Die Anlage entspricht auch heute noch dieser Beschreibung. | 28961311 | Weitere Bilder |
| 52° 44′ 22″ N, 7° 26′ 56″ O | Klein Berßen 2, Berßener Stein | Ernst Sprockhoff beschreibt in seinem Atlas zur Megalithkultur Deutschlands aus dem Jahre 1975 das Großsteingrab wie folgt: „Stark zerstörtes, jedoch im Grundriß hinreichend aussagekräftiges Grab. Eine ungefähr ostwestlich liegende Kammer. Die beiden Langseiten sind in sechs in situ stehenden Tragsteinpaaren enthalten, der Träger der östlichen Schmalseite ist ebenfalls in situ, wenn auch geborsten, vorhanden. Der Abschlußstein in Westen ist nur in einem Sprengstück, das nicht in situ liegt, zu sehen. In der Kammer liegen mehrere große Sprengstücke, außerhalb zwei kleinere Reste der Decksteine. Letztere beiden Sprengstücke sind bei Müller-Reimers als Eingangssteine angesprochen, was der Verfasser jedoch nicht zu akzeptieren vermag. Falls das Grab einen Eingang gehabt hat, wird er sich in der Mitte der Südseite befunden haben. Die lichte Weite der sich nach Osten verjüngenden Kammer beträgt 10 m × 2,4 – 1,8 m.“ Die Anlage entspricht auch heute noch dieser Beschreibung. | 28961312 | Weitere Bilder |
| 52° 46′ 21″ N, 7° 26′ 56″ O | Klein Berßen 3, Grabhügel      | Durchmesser ca. 18 m und Höhe ca. 1,1 m. Rund, Tiergänge. Flache Gipfelmulde. | 28961417 | BW             |
| 52° 46′ 20″ N, 7° 26′ 55″ O | Klein Berßen 4, Grabhügel      | Durchmesser ca. 15 m und Höhe ca. 0,9 m. Rund, starke Tiergänge. | 28961418 | BW             |
| 52° 46′ 41″ N, 7° 26′ 59″ O | Klein Berßen 5, Grabhügel      | | 28961300 | BW             |
| 52° 47′ 4″ N, 7° 27′ 13″ O  | Klein Berßen 6                 | Ausdehnung des Komplexes etwa 300 m × 400 m. Richtungen der Wälle annähernd NO-SW und NW-SO. | 28950680 | BW             |
| 52° 47′ 37″ N, 7° 27′ 26″ O | Klein Berßen 7, Grabhügel      | | 28961313 | BW             |
| 52° 46′ 6″ N, 7° 26′ 58″ O  | Klein Berßen 13, Grabhügel     | Durchmesser ca. 15 m und Höhe ca. 1 m. Unförmig; leichte Tiergänge. Durch neuere Aufschüttung gestört. | 28961420 | BW             |
| 52° 46′ 19″ N, 7° 26′ 55″ O | Klein Berßen 57, Grabhügel     | Durchmesser ca. 13 m und Höhe ca. 0,6 m. Rund, flach. | 28961671 | BW             |

### Klein Berßen 17
- ID:28961437
- Ausmaße des Gräberfeldes ca. 550 m (SSW-NNO) × 325 m (WNW-OSO). Hügel sind fast alle kreisrund und anscheinend weitgehend ungestört, weder Kreisgräber noch Ringwälle wurden beobachtet. Es konnten frühere Sandentnahmestellen in Klein Berßen festgestellt werden. In der Gemarkung Groß Berßen wurden innerhalb des Naturschutzgebietes 40 Hügel gesichtet, einer völlig ausgeschachtet. Die Gesamtzahl beläuft sich auf 43 in Klein Berßen und 40 in Groß Berßen.

| Lage                        | Bezeichnung     | Beschreibung                                                                                             | ID       | Bild |
| --------------------------- | --------------- | --- | -------- | ---- |
| 52° 47′ 35″ N, 7° 27′ 47″ O | Klein Berßen 17 | Durchmesser ca. 14 m und Höhe ca. 1 m. Südrand angepflügt, tiefer Graben zwischen Mitte und dem Südrand. | 28961436 | BW   |
| 52° 47′ 35″ N, 7° 27′ 46″ O | Klein Berßen 18 | Durchmesser ca. 8 m und Höhe ca. 0,3 m. Ein Graben durch den Südrand.                                    | 28961438 | BW   |
| 52° 47′ 36″ N, 7° 27′ 45″ O | Klein Berßen 19 | Durchmesser ca. 17 m und Höhe ca. 1,4 m. Ein Graben durch den Westrand.                                  | 28961435 | BW   |
| 52° 47′ 37″ N, 7° 27′ 46″ O | Klein Berßen 20 | Durchmesser ca. 18 m und Höhe ca. 1,5 m. Nordostrand leicht beschädigt.                                  | 28961440 | BW   |
| 52° 47′ 37″ N, 7° 27′ 47″ O | Klein Berßen 21 | Durchmesser ca. 18 m und Höhe ca. 1,5 m.                                                                 | 28961442 | BW   |
| 52° 47′ 36″ N, 7° 27′ 48″ O | Klein Berßen 22 | Durchmesser ca. 18 m und Höhe ca. 1,4 m.                                                                 | 28961443 | BW   |
| 52° 47′ 36″ N, 7° 27′ 50″ O | Klein Berßen 23 | Durchmesser ca. 12 m und Höhe ca. 0,5 m. Ein Graben durch den Südrand.                                   | 28961445 | BW   |
| 52° 47′ 37″ N, 7° 27′ 49″ O | Klein Berßen 24 | Durchmesser ca. 16 m und Höhe ca. 0,8 m. Ein Feldweg durch den Ostrand.                                  | 28961446 | BW   |
| 52° 47′ 38″ N, 7° 27′ 49″ O | Klein Berßen 25 | Durchmesser ca. 15 m und Höhe ca. 1 m. Tiergänge.                                                        | 28961543 | BW   |
| 52° 47′ 39″ N, 7° 27′ 47″ O | Klein Berßen 26 | Durchmesser ca. 23 m und Höhe ca. 2 m. Im Nord-, Südost- und Westrand tiefe Eingrabungen.                | 28961545 | BW   |
| 52° 47′ 40″ N, 7° 27′ 46″ O | Klein Berßen 27 | Durchmesser ca. 18 m und Höhe ca. 1,3 m. Süd- und Westrand stark beschädigt.                             | 28961542 | BW   |
| 52° 47′ 41″ N, 7° 27′ 48″ O | Klein Berßen 28 | Durchmesser ca. 14 m und Höhe ca. 0,9 m.                                                                 | 28961547 | BW   |
| 52° 47′ 41″ N, 7° 27′ 47″ O | Klein Berßen 29 | Durchmesser ca. 15 m und Höhe ca. 1,1 m.                                                                 | 28961548 | BW   |
| 52° 47′ 42″ N, 7° 27′ 47″ O | Klein Berßen 30 | Durchmesser ca. 22 m und Höhe ca. 2,2 m.                                                                 | 28961550 | BW   |
| 52° 47′ 38″ N, 7° 27′ 44″ O | Klein Berßen 31 | Durchmesser ca. 10 m und Höhe ca. 1 m. Rund.                                                             | 28961546 | BW   |
| 52° 47′ 39″ N, 7° 27′ 43″ O | Klein Berßen 32 | Durchmesser ca. 10 m und Höhe ca. 0,3 m. Rund.                                                           | 28961549 | BW   |
| 52° 47′ 39″ N, 7° 27′ 42″ O | Klein Berßen 33 | Durchmesser ca. 11 m und Höhe ca. 0,6 m.                                                                 | 28961553 | BW   |
| 52° 47′ 40″ N, 7° 27′ 43″ O | Klein Berßen 34 | Durchmesser ca. 15 m und Höhe ca. 1,6 m. Flacher Gipfel.                                                 | 28961554 | BW   |
| 52° 47′ 40″ N, 7° 27′ 42″ O | Klein Berßen 35 | Durchmesser ca. 18 m und Höhe ca. 1 m. Gipfelmulde. Ein Loch im Südostrand.                              | 28961552 | BW   |
| 52° 47′ 41″ N, 7° 27′ 44″ O | Klein Berßen 36 | Durchmesser ca. 20 m und Höhe ca. 1,7 m.                                                                 | 28961555 | BW   |
| 52° 47′ 42″ N, 7° 27′ 42″ O | Klein Berßen 37 | Durchmesser ca. 9 m und Höhe ca. 0,4 m. Tiefe Gipfelmulde. Ein Graben über den Westrand.                 | 28961557 | BW   |
| 52° 47′ 42″ N, 7° 27′ 42″ O | Klein Berßen 38 | Durchmesser ca. 18 m und Höhe ca. 1,1 m. Westrand zu 1/3 abgepflügt. Ein Graben über die Mitte.          | 28961551 | BW   |
| 52° 47′ 42″ N, 7° 27′ 44″ O | Klein Berßen 39 | Durchmesser ca. 20 m und Höhe ca. 1,7 m.                                                                 | 28961556 | BW   |
| 52° 47′ 43″ N, 7° 27′ 46″ O | Klein Berßen 40 | Durchmesser ca. 12 m und Höhe ca. 0,5 m. Gipfelmulde.                                                    | 28961559 | BW   |
| 52° 47′ 44″ N, 7° 27′ 46″ O | Klein Berßen 41 | Durchmesser ca. 17 m und Höhe ca. 1,6 m. Tiergänge.                                                      | 28961558 | BW   |
| 52° 47′ 45″ N, 7° 27′ 47″ O | Klein Berßen 42 | Durchmesser ca. 17 m und Höhe ca. 0,8 m.                                                                 | 28961560 | BW   |
| 52° 47′ 45″ N, 7° 27′ 46″ O | Klein Berßen 43 | | 28961544 | BW   |
| 52° 47′ 45″ N, 7° 27′ 45″ O | Klein Berßen 44 | Durchmesser ca. 18 m und Höhe ca. 1,6 m.                                                                 | 28961561 | BW   |
| 52° 47′ 45″ N, 7° 27′ 44″ O | Klein Berßen 45 | | 28961564 | BW   |
| 52° 47′ 47″ N, 7° 27′ 48″ O | Klein Berßen 46 | Durchmesser ca. 18 m und Höhe ca. 1,8 m.                                                                 | 28961563 | BW   |
| 52° 47′ 47″ N, 7° 27′ 48″ O | Klein Berßen 47 | Durchmesser ca. 15 m und Höhe ca. 1,2 m. Rund                                                            | 28961567 | BW   |
| 52° 47′ 47″ N, 7° 27′ 48″ O | Klein Berßen 48 | Durchmesser ca. 14 m und Höhe ca. 1 m. Nordostseite aufgeschoben, dadurch spitze Kuppe.                  | 28961565 | BW   |
| 52° 47′ 48″ N, 7° 27′ 48″ O | Klein Berßen 49 | Durchmesser ca. 8 m und Höhe ca. 0,4 m. Nordrand leicht beschädigt.                                      | 28961562 | BW   |
| 52° 47′ 47″ N, 7° 27′ 47″ O | Klein Berßen 50 | Durchmesser ca. 9 m und Höhe ca. 0,4 m. Rund.                                                            | 28961569 | BW   |
| 52° 47′ 47″ N, 7° 27′ 44″ O | Klein Berßen 51 | Durchmesser ca. 15 m und Höhe ca. 0,8 m. Tiefe Gipfelmulde.                                              | 28961568 | BW   |
| 52° 47′ 47″ N, 7° 27′ 43″ O | Klein Berßen 52 | Durchmesser ca. 9 m und Höhe ca. 0,6 m. Schmaler Graben über die Westseite.                              | 28961566 | BW   |
| 52° 47′ 47″ N, 7° 27′ 44″ O | Klein Berßen 53 | Durchmesser ca. 13 m und Höhe ca. 0,6 m. Nordseite verpflügt.                                            | 28961668 | BW   |

## Klein Stavern
| Lage                        | Bezeichnung                                 | Beschreibung | ID       | Bild           |
| --------------------------- | ------------------------------------------- | --- | -------- | -------------- |
| 52° 46′ 47″ N, 7° 24′ 57″ O | Klein Stavern 1, Großsteingrab am Osteresch | Das Großsteingrab am Osteresch wurde durch neuzeitliche Sprengungen fast völlig zerstört. Von der Steinkammer sind noch drei Joche und ein Abschlussstein, die in Ost-West-Richtung orientiert sind, erhalten geblieben. Weiterhin sind von der ovalen Einfassung noch sechs Steine überliefert. Die ursprüngliche Länge des Grabes vom Typ „Emsländer Kammer“, kann nicht mehr rekonstruiert werden. Die Breite beträgt ca. 2 m. | 28966947 | Weitere Bilder |

### Klein Stavern 2
- ID:28966949
- Im Gelände ist eine Gruppe von vier Großsteingräber tw. mit Umfassungen erhalten.

| Lage                        | Bezeichnung     | Beschreibung | ID       | Bild           |
| --------------------------- | --------------- | --- | -------- | -------------- |
| 52° 46′ 24″ N, 7° 25′ 48″ O | Klein Stavern 2 | Ernst Sprockhoff beschreibt in seinem Atlas zur Megalithkultur Deutschlands aus dem Jahre 1975 das Großsteingrab wie folgt: „Das westliche Grab, der hier in einer Reihe hintereinander liegenden Gräber II bis V. Ansehnlicher Rest einer kurzen Steinkammer in ungefährer Nord-Süd-Stellung. Der nördliche Abschluß der Kammer ist mit einem vollständigen Joch erhalten. Die Schmalwand wird von zwei Trägern gebildet. Bei dem westlichen fehlt die obere Hälfte, die abgeschlagen zu sein scheint. An die vorhandenen Seitenträger anschließend finden sich an der westlichen Langwand zwei, an der östlichen ein Tragstein in situ. Der Deckstein besitzt die bedeutenden Ausmaße von 3,5 m × 2,2 m bei 1,2 m Dicke. Die lichte Weite der Kammer beträgt 2,2 m.“ Die Anlage entspricht auch heute noch der Beschreibung Sprockhoffs. | 28966950 | Weitere Bilder |
| 52° 46′ 24″ N, 7° 25′ 49″ O | Klein Stavern 3 | Ernst Sprockhoff beschreibt in seinem Atlas zur Megalithkultur Deutschlands aus dem Jahre 1975 das Großsteingrab wie folgt: „Stark zerstörte kleine Steinkammer in ungefährer Ost-West-Lage. In situ stehen der westliche Träger der nördlichen Langseite, zwei Träger der südlichen Langseite und der Träger der östlichen Schmalseite, außerdem in der Mitte der südlichen Langwand der östliche Gangstein. Zwei Decksteine bzw. ihre Überreste sind abgewälzt. Im Westen liegt ein großer fortgeschleppter Stein, möglicherweise der Träger der westlichen Schmalseite. Die Rekonstruktion nimmt eine zweijochige Kammer mit einem Gang im Süden an. Ihre lichte Weite würde 3 m × 2 m betragen haben.“ Die Anlage entspricht auch heute noch der Beschreibung Sprockhoffs. | 28966951 | Weitere Bilder |
| 52° 46′ 24″ N, 7° 25′ 49″ O | Klein Stavern 4 | Ernst Sprockhoff beschreibt in seinem Atlas zur Megalithkultur Deutschlands aus dem Jahre 1975 das Großsteingrab wie folgt: „Steinkammer in ungefährer Ost-West-Richtung. Sieben Meter von Grab Nr. 849 entfernt und in gleicher Richtung angelegt. Die beiden Träger der Schmalseiten sind in situ vorhanden. Darüber hinaus stehen vier Tragsteine der südlichen Langseite in situ. Auf der nördlichen Langseite stehen vielleicht drei Tragsteine in situ, zwei weitere erscheinen verschoben bzw. umgefallen. Ein Deckstein liegt in der Kammer.“ Sprockhoff geht bei seiner Rekonstruktion der Kammer von einer lichten Weite von 7,7 m × 1,5 m aus. Die Anlage entspricht auch heute noch der Beschreibung Sprockhoffs. | 28966953 | Weitere Bilder |
| 52° 46′ 24″ N, 7° 25′ 51″ O | Klein Stavern 5 | Ernst Sprockhoff beschreibt in seinem Atlas zur Megalithkultur Deutschlands aus dem Jahre 1975 das Großsteingrab wie folgt: „Hünenbett in ungefähr ostwestlicher Erstreckung mit gleichgerichteter Kammer. Die rechteckige Umfassung, 36 m lang und 9 m breit, ist ziemlich unvollständig und besitzt nur noch wenige in situ stehende Steine. Die meisten sind nach außen gestürzt. Zwei in der nördlichen und ein auf der südlichen Langseite in situ stehende Steine erlauben in Betracht der Beobachtung, daß die meisten Steine der Umfassung nach außen gefallen sind, die Rekonstruktion eines etwa 33 m langen und 7 m breiten Hünenbettes. Die ungefähr in der Mitte liegende, sehr breite Kammer ist verhältnismäßig gut erhalten. Die vorhandenen Tragsteine - ein westlicher Abschluß, drei Trägerpaare der Langseiten und zwei Träger der östlichen Schmalseite stehen in situ. Es fehlt lediglich das östliche Trägerpaar. Drei von ursprünglich vier Deckstenen liegen noch auf, jedoch allesamt abgesunken. Das Bruchstück des vierten Decksteines liegt neben der Kammer. Die lichte Weite beträgt 6 m × 3 m. Im Westteil des Hünenbettes ist die ursprüngliche Erdfüllung noch ziemlich vorhanden.“ Die Anlage entspricht auch heute noch der Beschreibung Sprockhoffs. | 28966954 | Weitere Bilder |

### Klein Stavern 6
- ID:28966948
- Auf dem Gräberfeld sind mindestens 20 Grabhügel zu erkennen.

| Lage                        | Bezeichnung      | Beschreibung                                                                                            | ID       | Bild |
| --------------------------- | ---------------- | --- | -------- | ---- |
| 52° 46′ 39″ N, 7° 25′ 47″ O | Klein Stavern 6  | Durchmesser ca. 16 m und Höhe ca. 1,2 m. Fast rund, Tiergänge.                                          | 28966956 | BW   |
| 52° 46′ 38″ N, 7° 25′ 47″ O | Klein Stavern 7  | Durchmesser ca. 14,5 m und Höhe ca. 1,05 m. Rund, Tiergänge.                                            | 28966958 | BW   |
| 52° 46′ 37″ N, 7° 25′ 47″ O | Klein Stavern 8  | Durchmesser ca. 17,5 m und Höhe ca. 1,3 m. Rund, Tiergänge.                                             | 28966957 | BW   |
| 52° 46′ 38″ N, 7° 25′ 48″ O | Klein Stavern 9  | Durchmesser ca. 15 m und Höhe ca. 1,55 m. Rund, Tiergänge.                                              | 28966959 | BW   |
| 52° 46′ 38″ N, 7° 25′ 52″ O | Klein Stavern 10 | Durchmesser ca. 17 m und Höhe ca. 1,45 m. Fast rund, Tiergänge, flache Gipfelmulde.                     | 28966961 | BW   |
| 52° 46′ 37″ N, 7° 25′ 51″ O | Klein Stavern 11 | Durchmesser ca. 18 m und Höhe ca. 1,6 m. Rund.                                                          | 28966962 | BW   |
| 52° 46′ 36″ N, 7° 25′ 50″ O | Klein Stavern 12 | Durchmesser ca. 13,5 m und Höhe ca. 1,1 m. Rund, Tiergänge. Ein ca. 80 cm großer Granitstein.           | 28966963 | BW   |
| 52° 46′ 40″ N, 7° 25′ 45″ O | Klein Stavern 13 | Durchmesser ca. 12,5 m und Höhe ca. 1 m. Fast rund, viele Tiergänge. An Nordseite etwas abgetragen.     | 28966960 | BW   |
| 52° 46′ 40″ N, 7° 25′ 43″ O | Klein Stavern 14 | Durchmesser ca. 15,5 m und Höhe ca. 1,15 m. Rund, flache Gipfelmulde.                                   | 28966965 | BW   |
| 52° 46′ 39″ N, 7° 25′ 43″ O | Klein Stavern 15 | Durchmesser ca. 9 m und Höhe ca. 0,65 m. Fast rund. An Südseite etwas abgetragen.                       | 28966966 | BW   |
| 52° 46′ 39″ N, 7° 25′ 42″ O | Klein Stavern 16 | Durchmesser ca. 11,5 m und Höhe ca. 0,9 m. Rund.                                                        | 28966967 | BW   |
| 52° 46′ 38″ N, 7° 25′ 43″ O | Klein Stavern 17 | Durchmesser ca. 15 m und Höhe ca. 1,2 m. Fast rund.                                                     | 28966969 | BW   |
| 52° 46′ 38″ N, 7° 25′ 44″ O | Klein Stavern 18 | Durchmesser ca. 13,5 m und Höhe ca. 1,1 m. Fast rund, Tiergänge. In Ost-West Richtung Pflanzungsfurche. | 28966970 | BW   |
| 52° 46′ 38″ N, 7° 25′ 44″ O | Klein Stavern 19 | Durchmesser ca. 11,5 m und Höhe ca. 0,8 m. Fast rund. An Südseite etwas abgeflacht.                     | 28966971 | BW   |
| 52° 46′ 38″ N, 7° 25′ 42″ O | Klein Stavern 20 | Durchmesser ca. 16,5 m und Höhe ca. 1,2 m. Rund. Am nördlichen Rand etwas abgepflügt.                   | 28966972 | BW   |
| 52° 46′ 37″ N, 7° 25′ 41″ O | Klein Stavern 21 | Durchmesser ca. 12,5 m und Höhe ca. 0,8 m. Fast rund, Tiergänge.                                        | 28966973 | BW   |
| 52° 46′ 36″ N, 7° 25′ 41″ O | Klein Stavern 22 | Durchmesser ca. 13,5 m und Höhe ca. 0,85 m. Rund, Tiergänge.                                            | 28967071 | BW   |
| 52° 46′ 34″ N, 7° 25′ 41″ O | Klein Stavern 23 | Durchmesser ca. 12,5 m und Höhe ca. 0,9 m. Fast rund, Tiergänge.                                        | 28967072 | BW   |
| 52° 46′ 37″ N, 7° 25′ 44″ O | Klein Stavern 24 | Durchmesser ca. 14 m und Höhe ca. 1,05 m. Rund, Tiergänge. An Südseite etwas abgeflacht.                | 28967073 | BW   |
| 52° 46′ 36″ N, 7° 25′ 45″ O | Klein Stavern 25 | Durchmesser ca. 13 m und Höhe ca. 1,1 m. Rund, Tiergänge. Flache Gipfelmulde.                           | 28967074 | BW   |

## Sögel
| Lage                        | Bezeichnung            | Beschreibung | ID       | Bild           |
| --------------------------- | ---------------------- | --- | -------- | -------------- |
| 52° 49′ 49″ N, 7° 30′ 38″ O | Sögel 1, Großsteingrab | Ernst Sprockhoff beschreibt in seinem Atlas zur Megalithkultur Deutschlands aus dem Jahre 1975 das Großsteingrab wie folgt: „Stark zerstörtes Steingrab in ungefährer O-W-Richtung. Einwandfrei zu erkennen sind drei Decksteine und acht Tragsteine. Indessen möchte man ohne Ausgrabung keine Rekonstruktion der zweifellos sehr langen Kammer wagen. Bis auf wenige Steine fehlen Spuren einer Umfassung. Die Grabstelle umgibt ein rezenter ovaler Wall.“ Die Anlage entspricht auch heute noch dieser Beschreibung. | 28965558 | Weitere Bilder |
| 52° 48′ 53″ N, 7° 29′ 3″ O  | Sögel 2, Großsteingrab | Bei dem „Großsteingrab bei den Düwelskuhlen“, wurde bis 1932 davon ausgegangen, dass es in Teilen zerstört sei. Es waren obertägig nur drei Decksteine, zwei Tragsteine, ein Abschluss- und Eingangsstein, sowie 18 Umfassungssteine erkennbar. Dieses nahm der Direktor des damaligen Provinzialmuseums Hannover Karl Hermann Jacob-Friesen zum Anlass, die Grabanlage archäologisch zu untersucht. Dabei stelle sich heraus, dass unter dem Erdhügel ein fast vollständig erhaltenes Großsteingrab verborgen war. Die Grabkammer ist in Ost-West-Richtung orientiert und ist ca. 9 m lang und ca. 3 m breit. Sie besteht aus sieben Tragsteinen an den Längsseiten und einem Tragstein an jeder Schmalseite. Weiterhin sind vier Decksteine erhalten geblieben. Hinzukommen 35 Steine der Grabumfassung am Hügelfuß. | 28950279 | Weitere Bilder |
| 52° 48′ 45″ N, 7° 28′ 55″ O | Sögel 3, Großsteingrab | Das Hünenbett bei den Düvelskuhlen ist eines von drei Hünenbetten, die aus dem Landkreis Emsland bekannt sind. Die Grabkammer ist in Nord-Süd-Richtung orientiert und hat eine Größe von 6 × 3 m. Sie besteht aus vier Jochen, von denen neun Trag- und drei Decksteine erhalten sind. Die Kammer liegt fast in der Mitte einer lang-rechteckigen Steinumfassung, die ca. 19 × 5,5 m misst. Von der Umfassung selbst sind noch 20 Steine überliefert. Die langen Einfassungen, geben diesem Grabtyp den Namen „Hünenbett“. Während des Mittelalters glaubte man, dass solche großen Bauwerke nur von Riesen (Hünen) erschaffen werden konnten. | 28965562 | Weitere Bilder |

### Sögel 16
- ID:28965566
- Ausdehnung des Gräberfeldes 220 × 50 m, SW-NO orientiert.

| Lage                        | Bezeichnung | Beschreibung                                                                                        | ID       | Bild |
| --------------------------- | ----------- | --------------------------------------------------------------------------------------------------- | -------- | ---- |
| 52° 51′ 35″ N, 7° 32′ 38″ O | Sögel 16    | Durchmesser ca. 16 m und Höhe ca. 1,2 m. Rund. Ca. 1/5 an Nordwestseite beim Wegebau angeschnitten. | 28965564 | BW   |
| 52° 51′ 36″ N, 7° 32′ 39″ O | Sögel 17    | Durchmesser ca. 12 m und Höhe ca. 0,7 m. Rund. Ca. 1/4 an Südostseite beim Wegebau angeschnitten.   | 28965565 | BW   |
| 52° 51′ 38″ N, 7° 32′ 40″ O | Sögel 18    | Durchmesser ca. 18 m und Höhe ca. 1,6 m. Rund; flache Gipfelmulde, Tiergänge.                       | 28965567 | BW   |
| 52° 51′ 39″ N, 7° 32′ 42″ O | Sögel 19    | Durchmesser ca. 16 m und Höhe ca. 1,5 m. Rund; abgeflachte Kuppe.                                   | 28965561 | BW   |
| 52° 51′ 40″ N, 7° 32′ 41″ O | Sögel 20    | Durchmesser ca. 15,5 m und Höhe ca. 0,9 m. Rund. Mit Pflanzfurchen überzogen.                       | 28965569 | BW   |
| 52° 51′ 40″ N, 7° 32′ 44″ O | Sögel 21    | Durchmesser ca. 14 m und Höhe ca. 0,9 m. Rund. Mit Pflanzungsfurchen überzogen.                     | 28965559 | BW   |

### Sögel 22
- ID:28965570
- Grabhügelfeld.

| Lage                        | Bezeichnung | Beschreibung | ID       | Bild |
| --------------------------- | ----------- | --- | -------- | ---- |
| 52° 49′ 25″ N, 7° 33′ 17″ O | Sögel 22    | Durchmesser ca. 9,5 m und Höhe ca. 0,7 m. Fast rund. Gipfel etwas abgeflacht. Im NW-Bereich leicht beschädigt.             | 28965571 | BW   |
| 52° 49′ 25″ N, 7° 33′ 18″ O | Sögel 23    | Durchmesser ca. 12,5 m und Höhe ca. 0,9 m. Rund. In der Mitte zwei Mulden.                                                 | 28965573 | BW   |
| 52° 49′ 26″ N, 7° 33′ 20″ O | Sögel 24    | Durchmesser ca. 9,5 m und Höhe ca. 0,6 m. Fast rund. Ca. 1/4 an SO-Seite von Waldschneise (kleiner Waldweg) angeschnitten. | 28965574 | BW   |
| 52° 49′ 26″ N, 7° 33′ 19″ O | Sögel 25    | Durchmesser ca. 13 m und Höhe ca. 1,05 m. Rund; Tiergänge.                                                                 | 28965578 | BW   |
| 52° 49′ 27″ N, 7° 33′ 20″ O | Sögel 26    | | 28965579 | BW   |
| 52° 49′ 27″ N, 7° 33′ 21″ O | Sögel 27    | Durchmesser ca. 11,5 m und Höhe ca. 0,85 m.Fast rund; abgeflachte Kuppe. Zwei Mulden im Gipfelbereich.                     | 28965674 | BW   |

## Spahnharrenstätte

### Harrenstätte
| Lage                        | Bezeichnung                       | Beschreibung | ID       | Bild           |
| --------------------------- | --------------------------------- | --- | -------- | -------------- |
| 52° 52′ 47″ N, 7° 38′ 28″ O | Harrenstätte 1, Poldenhünensteine | Ernst Sprockhoff beschreibt in seinem Atlas zur Megalithkultur Deutschlands aus dem Jahre 1975 das Großsteingrab wie folgt: „Teilweise beschädigtes Ganggrab, wohl ursprünglich in einem rechteckigen Hünenbett gelegen, ungefähr in Ost-West Richtung. Erhalten sind der westliche Abschlußstein in situ, sechs Träger der nördlichen und fünf der südlichen Langwand, überwiegend in situ, dazu zwei in situ aufliegende Decksteine. Von der Umfassung sind noch zwei Steine der südlichen Langseite vorhanden, von denen der westliche den Eingang zu markieren scheint. Bei dieser Annahme könnte an die Rekonstruktion einer Kammer gedacht werden, die um ein Joch nach Osten größer war als sie heute erscheint.“ Auch heute entspricht das Grab noch der damaligen Beschreibung. Über die gefundenen Keramikscherben und die querschneidigen Pfeilspitzen kann das Grab in die Trichterbecherkultur datiert werden. | 28965675 | Weitere Bilder |
| 52° 52′ 51″ N, 7° 38′ 24″ O | Harrenstätte 2, Grabhügel         | Durchmesser ca. 18 m und Höhe ca. 0,5 m. Rund, stark auslaufend. | 28965676 | BW             |

### Spahn
| Lage                        | Bezeichnung            | Beschreibung | ID       | Bild           |
| --------------------------- | ---------------------- | --- | -------- | -------------- |
| 52° 52′ 5″ N, 7° 34′ 7″ O   | Spahn 1, Großsteingrab | Ernst Sprockhoff beschreibt in seinem Atlas zur Megalithkultur Deutschlands aus dem Jahre 1975 das Großsteingrab wie folgt: „Zerstörte kurze Kammer in ostwestlicher Richtung. In situ sind die beiden Träger der Schmalseite erhalten. Der östliche Deckstein ist in die Kammer gefallen. Aus den erhaltenen Trägern lassen sich die lichte Weite der Kammer mit 4,5 m × 2,2 m und eine gesicherte Rekonstruktion mit vier Trägerpaaren und drei Decksteinen mit hinreichender Sicherheit ermitteln. Das Grab liegt in einem flachen Hügel von 17 m Länge und 15 m Breite.“ Die Anlage entspricht auch heute noch dieser Beschreibung. | 28965677 | Weitere Bilder |
| 52° 52′ 39″ N, 7° 35′ 18″ O | Spahn 2, Großsteingrab | Ernst Sprockhoff beschreibt in seinem Atlas zur Megalithkultur Deutschlands aus dem Jahre 1975 das Großsteingrab wie folgt: „Zerstörte kurze Kammer in ostwestlicher Richtung. In situ sind die beiden Träger der Schmalseite erhalten. Der östliche Deckstein ist in die Kammer gefallen. Aus den erhaltenen Trägern lassen sich die lichte Weite der Kammer mit 4,5 m × 2,2 m und eine gesicherte Rekonstruktion mit vier Trägerpaaren und drei Decksteinen mit hinreichender Sicherheit ermitteln. Das Grab liegt in einem flachen Hügel von 17 m Länge und 15 m Breite.“ Die Anlage entspricht auch heute noch dieser Beschreibung. | 28965678 | Weitere Bilder |
| 52° 50′ 46″ N, 7° 33′ 54″ O | Spahn 4, Grabhügel     | Durchmesser ca. 13 m und Höhe ca. 1 m. Rund. | 28965680 | BW             |
| 52° 50′ 45″ N, 7° 33′ 54″ O | Spahn 5, Grabhügel     | Durchmesser ca. 12 – 14 m und Höhe ca. 1 m. Oval. Wurde neu aufgeschüttet, dadurch unförmig und schlechter Gesamtzustand. | 28965681 | BW             |
| 52° 50′ 45″ N, 7° 33′ 53″ O | Spahn 6, Grabhügel     | Durchmesser ca. 21 m und Höhe ca. 1,8 m. Rund, abgeflachte Kuppe. | 28965682 | BW             |
| 52° 50′ 45″ N, 7° 33′ 51″ O | Spahn 7, Grabhügel     | | 28965683 | BW             |
| 52° 50′ 45″ N, 7° 33′ 51″ O | Spahn 8, Grabhügel     | Durchmesser ca. 11 m und Höhe ca. 0,6 m. Rund, abgeflachte Kuppe, leichte Tiergänge. | 28965684 | BW             |
| 52° 52′ 30″ N, 7° 33′ 38″ O | Spahn 9, Landwehr      | Besteht aus zwei Teilstücken. Das erste Teilstück ist vollständig überpflügt worden und damit obertägig nicht mehr erhalten. Das zweite Teilstück, ist auf einer Länge von knapp 300 m erhalten. Sie wird auf ca. 15 m Länge durch eine Schneise, und auf 5 m Länge durch Waldweg unterbrochen. Die Breite der Wallkrone beträgt ca. 6 m, die Höhe 0,8 m. Im Osten vorgelagert ein flacher Sohlgraben mit 2,5 m Breite und 0,8 m Tiefe. - Teilstück ID: 35515265 | 28965685 | BW             |
| 52° 52′ 37″ N, 7° 34′ 6″ O  | Spahn 106, Grabhügel   | | 28966190 | BW             |
| 52° 52′ 37″ N, 7° 34′ 8″ O  | Spahn 107, Grabhügel   | | 28966191 | BW             |
| 52° 52′ 37″ N, 7° 34′ 10″ O | Spahn 108, Grabhügel   | | 28966193 | BW             |
| 52° 52′ 38″ N, 7° 34′ 10″ O | Spahn 109, Grabhügel   | | 28966194 | BW             |
| 52° 52′ 15″ N, 7° 33′ 22″ O | Spahn 114, Grabhügel   | Durchmesser ca. 19 m und Höhe ca. 1,8 m. Annähernd rund. Hoch gewölbt. Rand abgesetzt. Im Nordwestbereich Hügelfuß durch Parzellengraben angeschnitten. Tiefe alte Auskofferung im Ostbereich bis zum Hügelfuß. | 28966196 | BW             |

#### Spahn 10
- ID:28967887
- Ehemals sehr großes Grabhügelfeld, von dem noch über 50 erhalten sind. Meist rund, tw. oval; Dm. 6,5 – 18,4 m; H. 0,2 – 1,5 m; tw. beschädigt.

| Lage                        | Bezeichnung | Beschreibung | ID       | Bild |
| --------------------------- | ----------- | --- | -------- | ---- |
| 52° 52′ 45″ N, 7° 34′ 0″ O  | Spahn 10    | Durchmesser ca. 13 m und Höhe ca. 0,85 m. Rund, flache Gipfelmulde.                                                                                                   | 28965688 | BW   |
| 52° 52′ 45″ N, 7° 34′ 2″ O  | Spahn 11    | Durchmesser ca. 9,4 m und Höhe ca. 0,5 m. Rund, Gipfelmulde, Tiergänge.                                                                                               | 28965691 | BW   |
| 52° 52′ 44″ N, 7° 34′ 2″ O  | Spahn 12    | Durchmesser ca. 17,8 m und Höhe ca. 1,5 m. Rund, kleine Gipfelmulde, Tiergänge.                                                                                       | 28965693 | BW   |
| 52° 52′ 43″ N, 7° 34′ 5″ O  | Spahn 13    | Durchmesser ca. 9 m und Höhe ca. 0,3 m. Sehr flach, rund. | 28965694 | BW   |
| 52° 52′ 42″ N, 7° 34′ 1″ O  | Spahn 14    | Größe ca. 18,9 × 14,9 m und Höhe ca. 1,15 m. Oval mit mehreren Mulden. An den Seiten abgestuft, vereinzelte Tiergänge.                                                | 28965696 | BW   |
| 52° 52′ 40″ N, 7° 34′ 3″ O  | Spahn 15    | Durchmesser ca. 15,3 m und Höhe ca. 0,75 m. Rund. Sehr große und tiefe Mulden.                                                                                        | 28965697 | BW   |
| 52° 52′ 42″ N, 7° 34′ 2″ O  | Spahn 16    | | 28965692 | BW   |
| 52° 52′ 41″ N, 7° 34′ 5″ O  | Spahn 17    | Durchmesser ca. 11 m und Höhe ca. 0,5 m. Rund, im Südwesten abgeflacht.                                                                                               | 28965698 | BW   |
| 52° 52′ 41″ N, 7° 34′ 6″ O  | Spahn 18    | Durchmesser ca. 9,5 m und Höhe ca. 0,5 m. Rund, flach. | 28965826 | BW   |
| 52° 52′ 42″ N, 7° 34′ 6″ O  | Spahn 19    | Durchmesser ca. 13,2 m und Höhe ca. 1,1 m. Rund mit kleiner Gipfelmulde, vereinzelte Tiergänge.                                                                       | 28965824 | BW   |
| 52° 52′ 42″ N, 7° 34′ 8″ O  | Spahn 20    | Durchmesser ca. 11,2 m und Höhe ca. 0,6 m. Rund, abgeflacht. | 28965829 | BW   |
| 52° 52′ 43″ N, 7° 34′ 6″ O  | Spahn 21    | Durchmesser ca. 7,1 m und Höhe ca. 0,4 m. Rund, flach. | 28965831 | BW   |
| 52° 52′ 43″ N, 7° 34′ 8″ O  | Spahn 22    | Durchmesser ca. 9 m und Höhe ca. 0,3 m. Sehr flach. | 28965928 | BW   |
| 52° 52′ 43″ N, 7° 34′ 7″ O  | Spahn 23    | Durchmesser ca. 12 m und Höhe ca. 0,7 m. Rund mit Tiergängen. | 28965932 | BW   |
| 52° 52′ 43″ N, 7° 34′ 5″ O  | Spahn 24    | Durchmesser ca. 7,9 m und Höhe ca. 0,3 m. Rund. | 28965933 | BW   |
| 52° 52′ 43″ N, 7° 34′ 4″ O  | Spahn 25    | Größe ca. 10,1 × 9,9 m und Höhe ca. 0,4 m. Länglich mit großen flachen Mulden.                                                                                        | 28965934 | BW   |
| 52° 52′ 44″ N, 7° 34′ 5″ O  | Spahn 26    | Größe ca. 13,6 × 9 m und Höhe ca. 0,3 m. Länglich mit sehr flachen Mulden. Möglicherweise ein Doppelhügel.                                                            | 28965935 | BW   |
| 52° 52′ 44″ N, 7° 34′ 6″ O  | Spahn 27    | Durchmesser ca. 9 m und Höhe ca. 0,2 m. Sehr flach. | 28965936 | BW   |
| 52° 52′ 45″ N, 7° 34′ 5″ O  | Spahn 28    | Durchmesser ca. 12 m und Höhe ca. 0,7 m. Rund mit flachem Gipfel. | 28965937 | BW   |
| 52° 52′ 44″ N, 7° 34′ 7″ O  | Spahn 29    | Durchmesser ca. 7,5 m und Höhe ca. 0,4 m. Rund, flach mit flachem Gipfel.                                                                                             | 28965938 | BW   |
| 52° 52′ 45″ N, 7° 34′ 4″ O  | Spahn 30    | Durchmesser ca. 14,7 m und Höhe ca. 1,1 m. Rund mit großer tiefer Mulde. Auf westlicher Seite etwas abgetragen.                                                       | 28965939 | BW   |
| 52° 52′ 45″ N, 7° 34′ 4″ O  | Spahn 31    | Durchmesser ca. 17 m und Höhe ca. 1,5 m. Rund mit großer flacher Mulde, Tiergänge.                                                                                    | 28965940 | BW   |
| 52° 52′ 46″ N, 7° 34′ 2″ O  | Spahn 32    | Durchmesser ca. 13,7 m und Höhe ca. 0,95 m. Rund mit großer Mulde. Auf nordöstlicher Seite Raubgrabungen festgestellt. Teilweise zerstört.                            | 28965941 | BW   |
| 52° 52′ 46″ N, 7° 34′ 4″ O  | Spahn 33    | Durchmesser ca. 17,3 m und Höhe ca. 1,2 m. Rund mit kleiner flacher Mulde.                                                                                            | 28965827 | BW   |
| 52° 52′ 48″ N, 7° 34′ 3″ O  | Spahn 34    | Durchmesser ca. 15,5 m und Höhe ca. 0,8 m. Rund mit großer Mulde. | 28965942 | BW   |
| 52° 52′ 48″ N, 7° 34′ 5″ O  | Spahn 35    | Größe ca. 15 × 10 m und Höhe ca. 0,8 m. Oval mit Tiergängen. Möglicherweise Doppelhügel.                                                                              | 28965945 | BW   |
| 52° 52′ 49″ N, 7° 34′ 4″ O  | Spahn 36    | Durchmesser ca. 14 m und Höhe ca. 1,1 m. Rund mit großer tiefer Mulde. An Nordwestseite Zerstörung durch Abgrabungen sichtbar.                                        | 28965947 | BW   |
| 52° 52′ 44″ N, 7° 34′ 10″ O | Spahn 37    | Durchmesser ca. 6,5 m und Höhe ca. 0,2 m. Rund mit flacher Mulde. | 28965948 | BW   |
| 52° 52′ 48″ N, 7° 34′ 6″ O  | Spahn 38    | Durchmesser ca. 11,3 m und Höhe ca. 0,55 m. Rund. An südwestlicher Seite abgeplattet.                                                                                 | 28965949 | BW   |
| 52° 52′ 48″ N, 7° 34′ 5″ O  | Spahn 39    | Durchmesser ca. 18 m und Höhe ca. 0,6 m. Rund mit ausgeschachteter Mulde. Zentrum völlig ausgegraben und zerstört.                                                    | 28965950 | BW   |
| 52° 52′ 48″ N, 7° 34′ 6″ O  | Spahn 40    | Durchmesser ca. 11 m und Höhe ca. 0,6 m. Rund und an Südwestseite etwas abgeplattet.                                                                                  | 28965951 | BW   |
| 52° 52′ 47″ N, 7° 34′ 5″ O  | Spahn 41    | Durchmesser ca. 8,2 m und Höhe ca. 0,35 m. Rund, flach. | 28965944 | BW   |
| 52° 52′ 48″ N, 7° 34′ 7″ O  | Spahn 42    | Durchmesser ca. 14,2 m und Höhe ca. 1,1 m. Rund mit Tiergängen. | 28965952 | BW   |
| 52° 52′ 48″ N, 7° 34′ 8″ O  | Spahn 43    | Durchmesser ca. 10,2 m und Höhe ca. 0,6 m. Dm. 10,20 m, H. 0,60 m. Rund.                                                                                              | 28965956 | BW   |
| 52° 52′ 47″ N, 7° 34′ 8″ O  | Spahn 44    | Durchmesser ca. 14 m und Höhe ca. 1,2 m. Rund mit Tiergängen. Kopf- und Fußpflasterung deutlich zu erkennen. Im Norden etwas abgetragen.                              | 28966059 | BW   |
| 52° 52′ 47″ N, 7° 34′ 6″ O  | Spahn 45    | Durchmesser ca. 11,3 m und Höhe ca. 0,8 m. Rund ohne Mulden. An Südseite eine Kopfsticheingrabung.                                                                    | 28966062 | BW   |
| 52° 52′ 46″ N, 7° 34′ 5″ O  | Spahn 46    | Durchmesser ca. 12,5 m und Höhe ca. 0,9 m. Rund ohne erkennbare Mulden. An Südseite Eingrabungen festgestellt.                                                        | 28966063 | BW   |
| 52° 52′ 46″ N, 7° 34′ 6″ O  | Spahn 47    | Durchmesser ca. 18 m und Höhe ca. 1,4 m. Rund mit Tiergängen. An Südseite Kopfsticheingrabung festgestellt.                                                           | 28966064 | BW   |
| 52° 52′ 45″ N, 7° 34′ 5″ O  | Spahn 48    | Durchmesser ca. 7 m und Höhe ca. 0,2 m. Rund, flach. | 28966060 | BW   |
| 52° 52′ 45″ N, 7° 34′ 8″ O  | Spahn 49    | Durchmesser ca. 11 m und Höhe ca. 0,7 m. Rund. Teile einer Kopfpflasterung auf der Oberfläche deutlich zu erkennen.                                                   | 28966066 | BW   |
| 52° 52′ 44″ N, 7° 34′ 8″ O  | Spahn 50    | Durchmesser ca. 17,5 m und Höhe ca. 1,5 m. Annähernd rund und einige Tiergängen.                                                                                      | 28966067 | BW   |
| 52° 52′ 45″ N, 7° 34′ 9″ O  | Spahn 51    | Durchmesser ca. 7,5 m und Höhe ca. 0,2 m. Abgetragen mit schwachem, stehengebliebenem Ringwall.                                                                       | 28966069 | BW   |
| 52° 52′ 44″ N, 7° 34′ 9″ O  | Spahn 52    | Größe ca. 14,5 × 13,2 m und Höhe ca. 1 m. Oval. Ohne auffällige Mulden. Mehrere Tiergänge festgestellt.                                                               | 28966071 | BW   |
| 52° 52′ 44″ N, 7° 34′ 10″ O | Spahn 53    | Durchmesser ca. 10 m und Höhe ca. 0,5 m. Rund mit flachem Gipfel. | 28966073 | BW   |
| 52° 52′ 44″ N, 7° 34′ 11″ O | Spahn 54    | Größe ca. 14,9 × 12,5 m und Höhe ca. 0,9 m. Oval. Durch Tiergänge teilweise zerstört.                                                                                 | 28966078 | BW   |
| 52° 52′ 43″ N, 7° 34′ 10″ O | Spahn 55    | Durchmesser ca. 7 m und Höhe ca. 0,3 m. Rund, sehr flache Kuppe. | 28966080 | BW   |
| 52° 52′ 43″ N, 7° 34′ 9″ O  | Spahn 56    | Durchmesser ca. 6,5 m und Höhe ca. 0,3 m. Unregelmäßig mit flachem Gipfel.                                                                                            | 28966081 | BW   |
| 52° 52′ 44″ N, 7° 34′ 8″ O  | Spahn 57    | Durchmesser ca. 8 m und Höhe ca. 0,2 m. Rund mit flachem Gipfel. Am Fuße liegende Steine deuten auf mögliche Steinfassung hin.                                        | 28966177 | BW   |
| 52° 52′ 43″ N, 7° 34′ 11″ O | Spahn 58    | Durchmesser ca. 9,8 m und Höhe ca. 0,3 m. Rund. Freiliegende Granitbrocken am Fuße deuten auf eine Steinfassung hin.                                                  | 28966178 | BW   |
| 52° 52′ 42″ N, 7° 34′ 9″ O  | Spahn 59    | Durchmesser ca. 8 m und Höhe ca. 0,3 m. Sehr flach. Gestörter Gesamteindruck. Von Feldweg durchschnitten.                                                             | 28966179 | BW   |
| 52° 52′ 50″ N, 7° 34′ 8″ O  | Spahn 60    | Durchmesser ca. 11,8 m und Höhe ca. 0,9 m. Rund Form. An Südwestseite abgeflacht, mit Tiergängen. Vorhandene Steinfassung an Ostseite ist stark ausgewaschen.         | 28966180 | BW   |
| 52° 52′ 49″ N, 7° 34′ 8″ O  | Spahn 61    | Durchmesser ca. 14 m und Höhe ca. 1,1 m. Rund mit Tiergängen. | 28966181 | BW   |
| 52° 52′ 49″ N, 7° 34′ 7″ O  | Spahn 62    | Durchmesser ca. 12,2 m und Höhe ca. 1 m. Rund. Freiliegende Granitbrocken am Fuße deuten auf mögliche Steinfassung hin. Das Zentrum zeigt eine Kopfsticheingrabung.   | 28966182 | BW   |
| 52° 52′ 49″ N, 7° 34′ 6″ O  | Spahn 63    | Durchmesser ca. 8,4 m und Höhe ca. 1 m. Flach, rundlich. Im Zentrum eine Kopfsticheingrabung. Am Hügelfuß sichtbare Granitsteine, vermutlich Steinfassungsausschnitt. | 28966183 | BW   |
| 52° 52′ 49″ N, 7° 34′ 6″ O  | Spahn 64    | Durchmesser ca. 11,7 m und Höhe ca. 0,9 m. Rund mit flacher Mulde am Gipfel. Freiliegende Steine am Fuße des Gipfels deuten auf eine mögliche Steinfassung hin.       | 28966184 | BW   |
| 52° 52′ 49″ N, 7° 34′ 7″ O  | Spahn 65    | Durchmesser ca. 11,1 m und Höhe ca. 0,7 m. Rund, flach mit flacher Gipfelmulde. Am südwestlichen Rand stark abgeflacht. Durch Tiergänge leicht gestört.               | 28966186 | BW   |
| 52° 52′ 50″ N, 7° 34′ 5″ O  | Spahn 68    | Größe ca. 11 × 10,5 m und Höhe ca. 1,15 m. Unregelmäßig mit flachem Gipfel.                                                                                           | 28966187 | BW   |

## Werpeloh
| Lage                        | Bezeichnung               | Beschreibung | ID       | Bild           |
| --------------------------- | ------------------------- | --- | -------- | -------------- |
| 52° 53′ 13″ N, 7° 29′ 26″ O | Werpeloh 1, Großsteingrab | Bereits Ernst Sprockhoff beschrieb 1975 das Steenhus, in seinem Atlas zur Megalithkultur wie folgt: „Gut erhaltenes Ganggrab in ungefährer O-W-Lage in einem durch einen rezenten Rechteckwall gestörten Langhügel, von dessen ehemaliger Umfassung noch zwei Steine der südlichen Langwand in situ stehen. Die Träger der Schmalseiten, neun Träger der nördlichen Langseite und zehn Träger der südlichen Langseite stehen in situ. Auf der nördl. Langseite scheint zwischen dem vierten und fünften Träger einer zu fehlen. Ein elfter Tragstein der Südseite und zwar der vierte von Osten gezählt, ist in die Kammer gesunken. Der Eingang befindet sich in der Mitte der südlichen Langwand, er ist außerdem noch in einem in situ stehenden Gangträger zu erkennen. Die vorhandenen neun Decksteine sind bis auf den über dem Eingang ruhenden und den beiden westlich noch in situ aufliegenden in das Grab gesunken“.... Auch heute entspricht das Megalithgrab seiner Beschreibung. | 28988836 | Weitere Bilder |
| 52° 53′ 19″ N, 7° 30′ 9″ O  | Werpeloh 2, Großsteingrab | Ernst Sprockhoff beschreibt in seinem Atlas zur Megalithkultur Deutschlands aus dem Jahre 1975 das Großsteingrab wie folgt: „Langes Ganggrab in ungefährer O-W-Richtung. Das Grab lag in der ovalen Umfassung eines Hünenbettes. Die Träger stecken tief in der Erde. Die nördliche Langwand besitzt noch 14 Tragsteine, davon 10 in situ. Es fehlen oder stecken noch in der Erde drei Träger. Auf der südlichen Langwand stehen 15 Träger, davon 14 in situ. Am W-Ende fehlen hier offensichtlich zwei Träger der Lang- und einer der Schmalseite. Von dem Abschlußstein am Ostende ist nur ein Teil noch in situ vorhanden, die andere Hälfte ist abgesprengt und fehlt. Von 10 erhaltenen Decksteinen liegen sechs in situ. Bei dem dritten und fünften von Osten her gezählten Deckstein ist der südliche Tragstein jeweils durch Auflage eines kopfgroßen Feldsteines erhöht. Der größte Deckstein von 2,2 m Länge und 1,6 m Breite liegt über dem Eingang, von dem ein westlicher Träger in situ vorhanden ist. Die lichte Weite der Kammer ist 20-21 m x 1,6 m. Von der ehemaligen Umfassung sind vornehmlich an der südlichen Langseite mehrere Steine vorhanden, allerdings kaum noch in situ.“ Die Anlage entspricht auch heute noch der Beschreibung Sprockhoffs. | 28988837 | Weitere Bilder |
| 52° 52′ 44″ N, 7° 31′ 26″ O | Werpeloh 3, Großsteingrab | Ernst Sprockhoff beschreibt in seinem Atlas zur Megalithkultur Deutschlands aus dem Jahre 1975 das Großsteingrab wie folgt: „Steinkammer in Ost-West-Richtung, ursprünglich mit einer Umfassung versehen. Völlig in situ ist das westliche Joch erhalten. Die nächsten beiden Tragsteinpaare stehen ebenfalls noch in situ. Die zugehörigen Decksteine sind jedoch in die Kammer gesunken. Zwei weitere Träger der südlichen Langseite, der Abschlußstein der östlichen Schmalseite und ein Tragstein der nördlichen Langseite stehen in situ. Vom Gang, der sich in der Mitte der Südseite befand, ist ein Wandstein in situ vorhanden. Die ehemalige Umfassung wird durch zwei Steine auf der Südseite angedeutet. Die lichte Weite der Kammer beträgt 7,3 m × 1,7 m.“ Auch heute entspricht die Grabanlage der Beschreibung Sprockhoffs. | 28988838 | Weitere Bilder |
| 52° 52′ 22″ N, 7° 31′ 28″ O | Werpeloh 4, Großsteingrab | Ernst Sprockhoff beschreibt in seinem Atlas zur Megalithkultur Deutschlands aus dem Jahre 1975 das Großsteingrab wie folgt: „Kammer - Großdolmen - in Richtung Nord-Süd. Die Kammer besteht aus drei Trägerpaaren und einem Abschlußstein im Norden, sämtlich in situ. An der südlichen Schmalseite befand sich der Zugang. Ein Tragstein des Ganges steht in situ, der westliche ist umgefallen. Die drei Decksteine sind in die Kammer gefallen. Die lichte Weite der Kammer beträgt 3,7 m × 1,8 m.“ Auch heute entspricht die Anlage dieser Beschreibung. | 28967205 | Weitere Bilder |
| 52° 52′ 22″ N, 7° 31′ 29″ O | Werpeloh 5, Großsteingrab | Ernst Sprockhoff beschreibt in seinem Atlas zur Megalithkultur Deutschlands aus dem Jahre 1975 das Großsteingrab wie folgt: „Steinkammer in ungefährer Ost-West-Richtung. Sämtliche 10 Tragsteine stehen in situ, der mittlere große Deckstein liegt in alter Lage auf, die beiden anderen Decksteine sind in die Kammer gefallen. In der Mitte der südlichen Langwand befindet sich der Eingang, von dessen östlicher Wand zwei und von der westlichen ein Träger in situ vorhanden sind. Die lichte Weite der sich nach Osten verjüngenden Kammer beträgt 6,3 m × 2,7 m bzw. 2 m.“ Die Anlage entspricht auch heute noch dieser Beschreibung. | 28967206 | Weitere Bilder |

### Werpeloh 6
- ID:28967207
- Das Gräberfeld umfasst sieben Grabhügel. Durchmesser: 8,5 – 18,5 m, Höhe: 0,5 – 1,6 m. Maße des Feldes 150 × 75 m, NNO-SSW orientiert.

| Lage                        | Bezeichnung | Beschreibung | ID       | Bild |
| --------------------------- | ----------- | --- | -------- | ---- |
| 52° 52′ 42″ N, 7° 31′ 37″ O | Werpeloh 6  | Durchmesser ca. 18 m und Höhe ca. 1,6 m. Rund, gut erhalten.                                                      | 28967208 | BW   |
| 52° 52′ 42″ N, 7° 31′ 35″ O | Werpeloh 7  | Durchmesser ca. 10 m und Höhe ca. 0,6 m. Fast rund. Durch Fahrzeugspuren etwas beschädigt und gestört.            | 28967209 | BW   |
| 52° 52′ 42″ N, 7° 31′ 35″ O | Werpeloh 8  | Durchmesser ca. 18,5 m und Höhe ca. 1,3 m. Fast rund. Im Nord- und Westbereich schwache Auswaschungen, Tiergänge. | 28967210 | BW   |
| 52° 52′ 42″ N, 7° 31′ 34″ O | Werpeloh 9  | Durchmesser ca. 8,5 m und Höhe ca. 0,5 m. Fast rund. Im Westbereich durch Ackerfläche angeschnitten.              | 28967211 | BW   |
| 52° 52′ 44″ N, 7° 31′ 37″ O | Werpeloh 10 | Durchmesser ca. 15 m und Höhe ca. 1 m. Rund. Im Nord- und Südbereich Spuren von Angrabungen erkennbar.            | 28967212 | BW   |
| 52° 52′ 45″ N, 7° 31′ 36″ O | Werpeloh 11 | Durchmesser ca. 11 m und Höhe ca. 0,4 m. Fast rund mit abgeflachter Kuppe.                                        | 28967213 | BW   |
| 52° 52′ 46″ N, 7° 31′ 38″ O | Werpeloh 12 | Durchmesser ca. 15,5 m und Höhe ca. 1 m. Rund. Am Rand durch Fahrzeugspuren etwas beschädigt.                     | 28967214 | BW   |

### Werpeloh 13
- ID:28967215
- Gräberfeld liegt NNW-SSO-orientiert, Maße 260 × 120 m.

| Lage                        | Bezeichnung | Beschreibung | ID       | Bild |
| --------------------------- | ----------- | --- | -------- | ---- |
| 52° 52′ 23″ N, 7° 32′ 45″ O | Werpeloh 13 | Durchmesser ca. 13 m und Höhe ca. 0,8 m. Rund. Tiefe Pflanzungsfurchen.                                                                            | 28967216 | BW   |
| 52° 52′ 23″ N, 7° 32′ 48″ O | Werpeloh 14 | Durchmesser ca. 12 m und Höhe ca. 0,85 m. Rund. Schwache Pflanzungsfurchen.                                                                        | 28967217 | BW   |
| 52° 52′ 24″ N, 7° 32′ 48″ O | Werpeloh 15 | Durchmesser ca. 15,5 m und Höhe ca. 0,8 m. Rund. Tiefe Pflanzungsfurchen.                                                                          | 28967218 | BW   |
| 52° 52′ 22″ N, 7° 32′ 49″ O | Werpeloh 16 | Durchmesser ca. 15,5 m und Höhe ca. 0,6 m. Rund. Schwache Pflanzungsfurchen.                                                                       | 28967219 | BW   |
| 52° 52′ 24″ N, 7° 32′ 49″ O | Werpeloh 17 | Durchmesser ca. 12 m und Höhe ca. 0,6 m. Rund. Tiefe Pflanzungsfurchen.                                                                            | 28967220 | BW   |
| 52° 52′ 23″ N, 7° 32′ 50″ O | Werpeloh 18 | Durchmesser ca. 16,5 m und Höhe ca. 0,6 m. Rund. Schwache Pflanzungsfurchen.                                                                       | 28967221 | BW   |
| 52° 52′ 23″ N, 7° 32′ 51″ O | Werpeloh 19 | Durchmesser ca. 13 m und Höhe ca. 0,8 m.Rund. Tiefe Pflanzungsfurchen.                                                                             | 28967222 | BW   |
| 52° 52′ 23″ N, 7° 32′ 51″ O | Werpeloh 20 | Durchmesser ca. 13 m und Höhe ca. 0,7 m. Rund. Schwache Pflanzungsfurchen.                                                                         | 28967223 | BW   |
| 52° 52′ 21″ N, 7° 32′ 50″ O | Werpeloh 21 | Durchmesser ca. 13,5 m und Höhe ca. 0,8 m. Unförmig, länglich durch neuere Aufschüttung. An Südseite zu ca. 1/3 durch Waldweg stark angeschnitten. | 28967224 | BW   |
| 52° 52′ 19″ N, 7° 32′ 49″ O | Werpeloh 22 | Durchmesser ca. 10,5 m und Höhe ca. 0,9 m. Rund. Schwache Pflanzungsfurchen.                                                                       | 28967225 | BW   |
| 52° 52′ 20″ N, 7° 32′ 50″ O | Werpeloh 23 | Durchmesser ca. 16 m und Höhe ca. 1,2 m. Rund. Guter Erhaltungszustand.                                                                            | 28967322 | BW   |
| 52° 52′ 20″ N, 7° 32′ 50″ O | Werpeloh 24 | Durchmesser ca. 16 m und Höhe ca. 1,2 m. Rund. Guter Erhaltungszustand.                                                                            | 28967322 | BW   |
| 52° 52′ 20″ N, 7° 32′ 51″ O | Werpeloh 25 | Durchmesser ca. 14,5 m und Höhe ca. 0,95 m. Rund. Tiefe Pflanzungsfurchen.                                                                         | 28967323 | BW   |
| 52° 52′ 19″ N, 7° 32′ 50″ O | Werpeloh 26 | | 28967324 | BW   |
| 52° 52′ 19″ N, 7° 32′ 50″ O | Werpeloh 27 | Durchmesser ca. 14,5 m und Höhe ca. 1 m. Rund. Schwache Pflanzungsfurchen.                                                                         | 28967325 | BW   |
| 52° 52′ 20″ N, 7° 32′ 53″ O | Werpeloh 28 | Durchmesser ca. 12 m und Höhe ca. 0,3 m. Flach, rund. Mit schwachen Pflanzungsfurchen.                                                             | 28967326 | BW   |
| 52° 52′ 19″ N, 7° 32′ 51″ O | Werpeloh 29 | Durchmesser ca. 14 m und Höhe ca. 0,5 m. Länglich mit tiefen Pflanzungsfurchen.                                                                    | 28967327 | BW   |
| 52° 52′ 19″ N, 7° 32′ 53″ O | Werpeloh 30 | Durchmesser ca. 13,5 m und Höhe ca. 1,05 m. Länglich. Mit tiefen Pflanzungsfurchen.                                                                | 28967328 | BW   |
| 52° 52′ 19″ N, 7° 32′ 53″ O | Werpeloh 31 | Durchmesser ca. 13 m und Höhe ca. 0,75 m. Rund mit tiefen Pflanzungsfurchen.                                                                       | 28967329 | BW   |
| 52° 52′ 19″ N, 7° 32′ 54″ O | Werpeloh 32 | Durchmesser ca. 11,5 m und Höhe ca. 0,6 m. Rund. Schwache Pflanzungsfurchen.                                                                       | 28967330 | BW   |
| 52° 52′ 18″ N, 7° 32′ 52″ O | Werpeloh 33 | Durchmesser ca. 12 m und Höhe ca. 0,4 m. Rund. Tiefe Pflanzungsfurchen.                                                                            | 28967331 | BW   |
| 52° 52′ 18″ N, 7° 32′ 54″ O | Werpeloh 34 | Durchmesser ca. 15,5 m und Höhe ca. 0,9 m. Rund. Guter Erhaltungszustand.                                                                          | 28967332 | BW   |
| 52° 52′ 18″ N, 7° 32′ 54″ O | Werpeloh 35 | Durchmesser ca. 12 m und Höhe ca. 1,6 m. Rund mit schwachen Pflanzungsfurchen.                                                                     | 28967334 | BW   |
| 52° 52′ 20″ N, 7° 32′ 48″ O | Werpeloh 36 | Durchmesser ca. 16 m und Höhe ca. 1,2 m. Rund mit schwachen Pflanzungsfurchen.                                                                     | 28967335 | BW   |
| 52° 52′ 25″ N, 7° 32′ 48″ O | Werpeloh 37 | Durchmesser ca. 10 m und Höhe ca. 0,6 m. Rund mit tiefen Pflanzungsfurchen.                                                                        | 28967336 | BW   |
| 52° 52′ 22″ N, 7° 32′ 46″ O | Werpeloh 38 | Durchmesser ca. 13 m und Höhe ca. 0,9 m. Gestört. Tiefe Pflanzungsfurchen.                                                                         | 28967337 | BW   |